# Liste des oiseaux au Canada

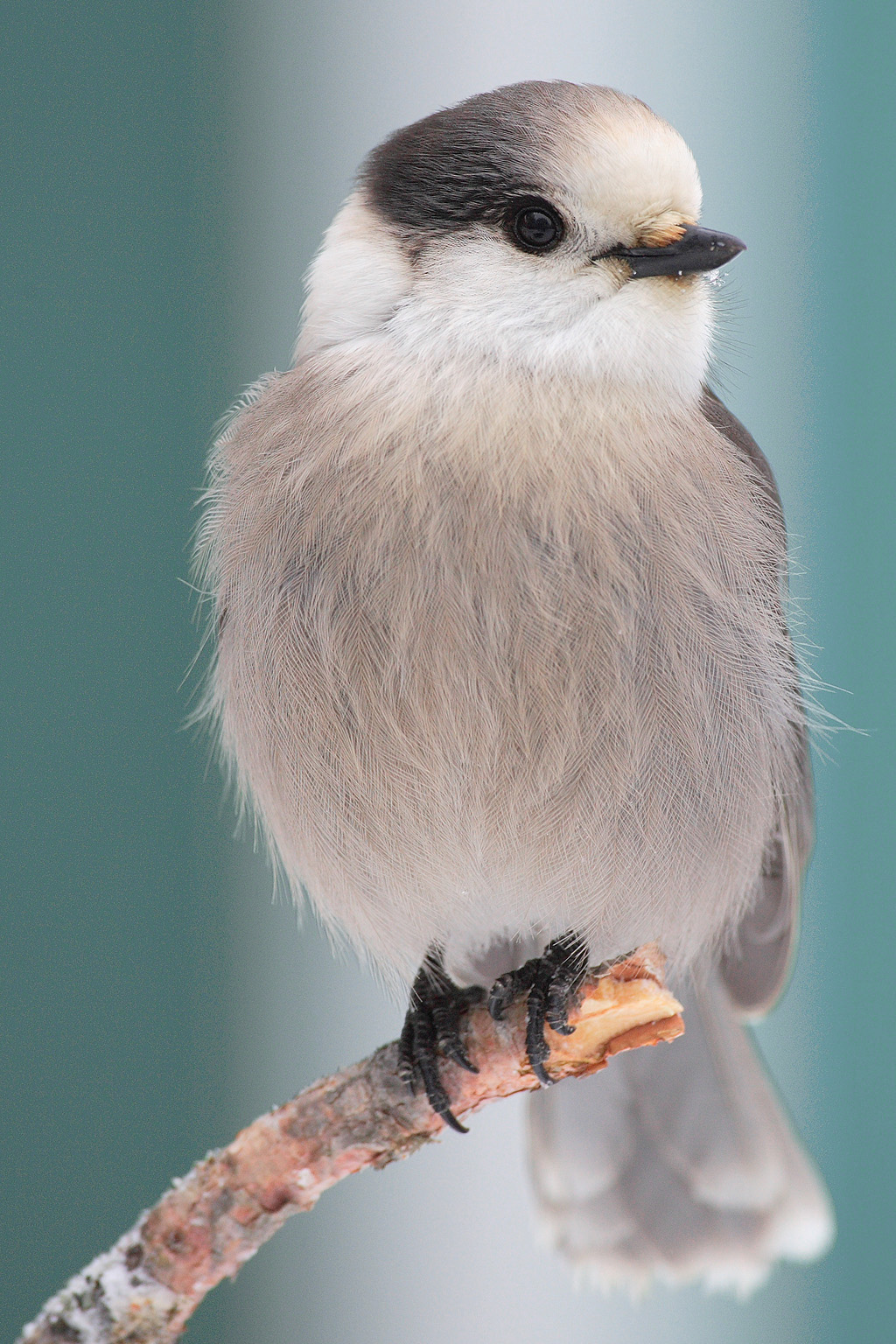
Le Mésangeai du Canada a été proposé pour devenir l'oiseau national du pays,.

Cette liste des oiseaux au Canada provient de Bird Checklists of the World en date du mois de juillet 2018.
Elle comprend 681 espèces dont :
- 219 espèces rares ou accidentelles
- Cinq espèces nicheuses endémiques
- Neuf espèces introduites
- Trois espèces éteintes

## Anseriformes
| Photo                | Noms (français / anglais / scientifique)                                                       | Statut IUCN           | Notes             | Carte de répartition |
| -------------------- | ---------------------------------------------------------------------------------------------- | --------------------- | ----------------- | -------------------- |
| Famille des Anatidae |                                                                                                |                       |                   |                      |
|                      | Dendrocygne à ventre noir Black-bellied Whistling Duck Dendrocygna autumnalis (Linnaeus, 1758) | Préoccupation mineure | Rare/Accidentel   |                      |
|                      | Dendrocygne fauve Fulvous whistling duck Dendrocygna bicolor (Vieillot, 1816)                  | Préoccupation mineure | Rare/Accidentel   |                      |
|                      | Bernache cravant Brant Goose Branta bernicla (Linnaeus, 1758)                                  | Préoccupation mineure |                   |                      |
|                      | Bernache du Canada Canada goose Branta canadensis (Linnaeus, 1758)                             | Préoccupation mineure |                   |                      |
|                      | Bernache nonnette Barnacle goose Branta leucopsis (Bechstein, 1803)                            | Préoccupation mineure | Rare/Accidentel   |                      |
|                      | Bernache de Hutchins Cackling goose Branta hutchinsii (Richardson, 1832)                       | Préoccupation mineure |                   |                      |
|                      | Oie à tête barrée Bar-headed goose Anser indicus (Latham, 1790)                                | Préoccupation mineure | Rare/Accidentel   |                      |
|                      | Oie empereur Emperor goose Chen canagica (Sevastianov, 1802)                                   | Quasi menacé          | Rare/Accidentel   |                      |
|                      | Oie de Ross Ross's goose Anser rossii (Cassin, 1861)                                           | Préoccupation mineure | Nicheur endémique |                      |
|                      | Oie des neiges Snow Goose Anser caerulescens (Linnaeus, 1758)                                  | Préoccupation mineure |                   |                      |
|                      | Oie cendrée Greylag goose Anser anser (Linnaeus, 1758)                                         | Préoccupation mineure | Rare/Accidentel   |                      |
|                      | Oie des moissons Taiga bean goose Anser fabalis (Latham, 1787)                                 | Préoccupation mineure | Rare/Accidentel   |                      |
|                      | Oie à bec court Pink-footed goose Anser brachyrhynchus Baillon, 1834                           | Préoccupation mineure | Rare/Accidentel   |                      |
|                      | Oie de la toundra Tundra bean goose Anser serrirostris Gould, 1852                             | Préoccupation mineure | Rare/Accidentel   |                      |
|                      | Oie rieuse Greater white-fronted goose Anser albifrons (Scopoli, 1769)                         | Préoccupation mineure |                   |                      |
|                      | Cygne tuberculé Mute swan Cygnus olor (Gmelin, 1789)                                           | Préoccupation mineure | Espèce introduite |                      |
|                      | Cygne trompette Trumpeter swan Cygnus buccinator Richardson, 1831                              | Préoccupation mineure |                   |                      |
|                      | Cygne siffleur Tundra swan Cygnus columbianus (Ord, 1815)                                      | Préoccupation mineure |                   |                      |
|                      | Cygne chanteur Whooper swan Cygnus cygnus (Linnaeus, 1758)                                     | Préoccupation mineure | Rare/Accidentel   |                      |
|                      | Tadorne de Belon Common shelduck Tadorna tadorna (Linnaeus, 1758                               | Préoccupation mineure | Rare/Accidentel   |                      |
|                      | Canard branchu Wood duck Aix sponsa (Linnaeus, 1758)                                           | Préoccupation mineure |                   |                      |
|                      | Sarcelle élégante Baikal teal Sibirionetta formosa Georgi, 1775                                | Préoccupation mineure | Rare/Accidentel   |                      |
|                      | Sarcelle d'été Garganey Spatula querquedula Linnaeus, 1758                                     | Préoccupation mineure | Rare/Accidentel   |                      |
|                      | Sarcelle cannelle Cinnamon teal Spatula cyanoptera Vieillot, 1816                              | Préoccupation mineure |                   |                      |
|                      | Sarcelle à ailes bleues Blue-winged teal Spatula discors Linnaeus, 1766                        | Préoccupation mineure |                   |                      |
|                      | Canard souchet Northern shoveler Spatula clypeata Linnaeus, 1758                               | Préoccupation mineure |                   |                      |
|                      | Canard chipeau Gadwall Mareca strepera Linnaeus, 1758                                          | Préoccupation mineure |                   |                      |
|                      | Canard à faucilles Falcated duck Mareca falcata Georgi, 1775                                   | Quasi menacé          | Rare/Accidentel   |                      |
|                      | Canard siffleur Eurasian wigeon Mareca penelope Linneaus, 1758                                 | Préoccupation mineure |                   |                      |
|                      | Canard d'Amérique American wigeon Mareca americana Gmelin, 1789                                | Préoccupation mineure |                   |                      |
|                      | Canard colvert Mallard Anas platyrhynchos Linnaeus, 1758                                       | Préoccupation mineure |                   |                      |
|                      | Canard brun Mottled duck Anas fulvigula Ridgway, 1874                                          | Préoccupation mineure | Rare/Accidentel   |                      |
|                      | Canard noir American black duck Anas rubripes Brewster, 1902                                   | Préoccupation mineure |                   |                      |
|                      | Canard pilet Northern pintail Anas acuta Linnaeus, 1758                                        | Préoccupation mineure |                   |                      |
|                      | Sarcelle d'hiver Eurasian teal Anas crecca Linnaeus, 1758                                      | Préoccupation mineure | Rare/Accidentel   |                      |
|                      | Sarcelle à ailes vertes Green-winged teal Anas carolinensis Gmelin, 1789                       | Préoccupation mineure |                   |                      |
|                      | Fuligule à dos blanc Canvasback Aythya valisineria (Wilson, 1814)                              | Préoccupation mineure |                   |                      |
|                      | Fuligule à tête rouge Redhead Aythya americana (Eyton, 1838)                                   | Préoccupation mineure |                   |                      |
|                      | Fuligule à collier Ring-necked duck Aythya collaris (Donovan, 1809)                            | Préoccupation mineure |                   |                      |
|                      | Fuligule morillon Tufted duck Aythya fuligula (Linnaeus, 1758)                                 | Préoccupation mineure | Rare/Accidentel   |                      |
|                      | Fuligule milouinan Greater scaup Aythya marila (Linnaeus, 1761)                                | Préoccupation mineure |                   |                      |
|                      | Petit Fuligule Lesser Scaup Aythya affinis (Eyton, 1838)                                       | Préoccupation mineure |                   |                      |
|                      | Eider de Steller Steller's eider Polysticta stelleri (Pallas, 1769)                            | Vulnérable            | Rare/Accidentel   |                      |
|                      | Eider à lunettes Spectacled eider Somateria fischeri (Brandt, 1847)                            | Préoccupation mineure | Rare/Accidentel   |                      |
|                      | Eider à tête grise King eider Somateria spectabilis Linnaeus, 1758                             | Préoccupation mineure |                   |                      |
|                      | Eider à duvet Common eider Somateria mollissima (Linnaeus, 1758)                               | Quasi menacé          |                   |                      |
|                      | Arlequin plongeur Harlequin duck Histrionicus histrionicus (Linnaeus, 1758)                    | Préoccupation mineure |                   |                      |
|                      | Eider du Labrador Labrador duck Camptorhynchus labradorius (Gmelin, 1789)                      | Éteint                | Nicheur endémique |                      |
|                      | Macreuse à front blanc Surf scoter Melanitta perspicillata (Linnaeus, 1758)                    | Préoccupation mineure |                   |                      |
|                      | Macreuse à ailes blanches White-winged scoter Melanitta deglandi (Bonaparte, 1850)             | Préoccupation mineure |                   |                      |
|                      | Macreuse à bec jaune Black scoter Melanitta americana (Swainson, 1832)                         | Préoccupation mineure | Quasi menacé      |                      |
|                      | Harelde kakawi Long-tailed duck Clangula hyemalis (Linnaeus, 1758)                             | Vulnérable            |                   |                      |
|                      | Petit Garrot Bufflehead Bucephala albeola (Linnaeus, 1758)                                     | Préoccupation mineure |                   |                      |
|                      | Garrot à œil d'or Common goldeneye Bucephala clangula (Linnaeus, 1758)                         | Préoccupation mineure |                   |                      |
|                      | Garrot d'Islande Barrow's goldeneye Bucephala islandica (Gmelin, 1789)                         | Préoccupation mineure |                   |                      |
|                      | Harle piette Smew Mergellus albellus (Linnaeus, 1758)                                          | Préoccupation mineure | Rare/Accidentel   |                      |
|                      | Harle couronné Hooded merganser Lophodytes cucullatus(Linnaeus, 1758)                          | Préoccupation mineure |                   |                      |
|                      | Harle bièvre Common merganser Mergus merganser Linnaeus, 1758                                  | Préoccupation mineure |                   |                      |
|                      | Harle huppé Red-breasted merganser Mergus serrator Linnaeus, 1758                              | Préoccupation mineure |                   |                      |
|                      | Érismature rousse Ruddy duck Oxyura jamaicensis (J.F. Gmelin, 1789)                            | Préoccupation mineure |                   |                      |

## Galliformes
| Photo                      | Noms (français / anglais / scientifique)                                            | Statut IUCN           | Notes                      | Carte de répartition |
| -------------------------- | ----------------------------------------------------------------------------------- | --------------------- | -------------------------- | -------------------- |
| Famille des Odontophoridae |                                                                                     |                       |                            |                      |
|                            | Colin des montagnes Mountain quail Oreortyx pictus (Douglas, 1829)                  | Extirpé               |                            |                      |
|                            | Colin de Californie California quail Callipepla californica (Shaw, 1798)            | Introduit             |                            |                      |
|                            | Colin de Virginie Northern bobwhite Colinus virginianus (Linnaeus, 1758)            | Quasi menacé          |                            |                      |
| Famille des Phasianidae    |                                                                                     |                       |                            |                      |
|                            | Dindon sauvage Wild turkey Meleagris gallopavo Linnaeus, 1758                       | Préoccupation mineure |                            |                      |
|                            | Gélinotte huppée Ruffed grouse Bonasa umbellus (Linnaeus, 1766)                     | Préoccupation mineure |                            |                      |
|                            | Tétras du Canada Spruce grouse Falcipennis canadensis (Linnaeus, 1758)              | Préoccupation mineure |                            |                      |
|                            | Tétras des armoises Greater sage-grouse Centrocercus urophasianus (Bonaparte, 1827) | Quasi menacé          |                            |                      |
|                            | Tétras sombre Dusky grouse Dendragapus obscurus (Say, 1823)                         | Préoccupation mineure |                            |                      |
|                            | Tétras fuligineux Sooty grouse Dendragapus fuliginosus (Ridgway, 1873)              | Préoccupation mineure |                            |                      |
|                            | Tétras à queue fine Sharp-tailed grouse Tympanuchus phasianellus (Linnaeus, 1758)   | Préoccupation mineure |                            |                      |
|                            | Tétras des prairies Greater prairie chicken Tympanuchus cupido (Linnaeus, 1758)     | Vulnérable            |                            |                      |
|                            | Lagopède à queue blanche White-tailed ptarmigan Lagopus leucura (Richardson, 1831)  | Préoccupation mineure |                            |                      |
|                            | Lagopède alpin Rock ptarmigan Lagopus muta (Montin, 1776)                           | Préoccupation mineure |                            |                      |
|                            | Lagopède des saules Willow ptarmigan Lagopus lagopus (Linnaeus, 1758)               | Préoccupation mineure |                            |                      |
|                            | Perdrix choukar Chukar partridge Alectoris chukar (J.E. Gray, 1830)                 | Introduit             |                            |                      |
|                            | Perdrix grise Grey partridge Perdix perdix (Linnaeus, 1758)                         | Introduit             |                            |                      |
|                            | Faisan argenté Silver pheasant Lophura nycthemera (Linnaeus, 1758)                  | Introduit             | Introduit mais non établit |                      |
|                            | Faisan de Colchide Common pheasant Phasianus colchicus Linnaeus, 1758               | Introduit             |                            |                      |
|                            | Faisan versicolore Green pheasant Phasianus versicolor Vieillot, 1825               | Introduit             |                            |                      |

## Gaviiformes
| Photo                | Noms (français / anglais / scientifique)                               | Statut IUCN           | Notes           | Carte de répartition |
| -------------------- | ---------------------------------------------------------------------- | --------------------- | --------------- | -------------------- |
| Famille des Gaviidae |                                                                        |                       |                 |                      |
|                      | Plongeon catmarin Red-throated loon Gavia stellata (Pontoppidan, 1763) | Préoccupation mineure |                 |                      |
|                      | Plongeon arctique Black-throated loon Gavia arctica (Linnaeus, 1758)   | Préoccupation mineure | Rare/accidentel |                      |
|                      | Plongeon du Pacifique Pacific loon Gavia pacifica (Lawrence, 1858)     | Préoccupation mineure |                 |                      |
|                      | Plongeon huard Common loon Gavia immer (Brunnich, 1764)                | Préoccupation mineure |                 |                      |
|                      | Plongeon à bec blanc Yellow-billed loon Gavia adamsii (Gray, 1859)     | Préoccupation mineure |                 |                      |

## Procellariiformes
| Photo                      | Noms (français / anglais / scientifique)                                                        | Statut IUCN           | Notes           | Carte de répartition |
| -------------------------- | ----------------------------------------------------------------------------------------------- | --------------------- | --------------- | -------------------- |
| Famille des Oceanitidae    |                                                                                                 |                       |                 |                      |
|                            | Océanite de Wilson Wilson's storm petrel Oceanites oceanicus (Kuhl, 1820)                       | Préoccupation mineure |                 |                      |
|                            | Océanite frégate White-faced storm petrel Pelagodroma marina (Latham, 1790)                     | Préoccupation mineure | Rare/accidentel |                      |
| Famille des Diomedeidae    |                                                                                                 |                       |                 |                      |
|                            | Albatros de Laysan Laysan albatross Phoebastria immutabilis Rothschild, 1893                    | Quasi menacé          |                 |                      |
|                            | Albatros à pieds noirs Black-footed albatross Phoebastria nigripes Audubon, 1839                | Quasi menacé          |                 |                      |
|                            | Albatros à queue courte Short-tailed albatross Phoebastria albatrus (Pallas, 1769)              | Vulnérable            |                 |                      |
|                            | Albatros à sourcils noirs Black-browed albatross Thalassarche melanophris (Temminck, 1828)      | Préoccupation mineure | Rare/accidentel |                      |
|                            | Albatros à nez jaune Atlantic yellow-nosed albatross Thalassarche chlororhynchos (Gmelin, 1789) | Menacé                | Rare/accidentel |                      |
| Famille des Hydrobatidae   |                                                                                                 |                       |                 |                      |
|                            | Océanite tempête European storm petrel Hydrobates pelagicus (Linnaeus, 1758)                    | Préoccupation mineure | Rare/accidentel |                      |
|                            | Océanite de Castro Band-rumped storm petrel Oceanodroma castro (Harcourt, 1851)                 | Préoccupation mineure | Rare/accidentel |                      |
|                            | Océanite cul-blanc Leach's storm petrel Oceanodroma leucorhoa (Vieillot, 1818)                  | Préoccupation mineure |                 |                      |
|                            | Océanite à queue fourchue Fork-tailed storm petrel Oceanodroma furcata (Gmelin, 1789)           | Préoccupation mineure |                 |                      |
| Famille des Procellariidae |                                                                                                 |                       |                 |                      |
|                            | Fulmar boréal Northern fulmar Fulmarus glacialis (Linnaeus, 1761)                               | Préoccupation mineure |                 |                      |
|                            | Pétrel de Murphy Murphy's petrel Pterodroma ultima Murphy, 1949                                 | Quasi menacé          | Rare/accidentel |                      |
|                            | Pétrel gongon Fea's petrel Pterodroma feae (Salvadori, 1899)                                    | Quasi menacé          | Rare/accidentel |                      |
|                            | Pétrel des Bermudes Bermuda petrel Pterodroma cahow (Nichols & Mowbray, 1916)                   | Menacé                | Rare/accidentel |                      |
|                            | Pétrel diablotin Black-capped petrel Pterodroma hasitata (Kuhl, 1820)                           | Menacé                | Rare/accidentel |                      |
|                            | Pétrel des Hawaï Hawaiian petrel Pterodroma sandwichensis (Ridgway, 1884)                       | Vulnérable            | Rare/accidentel |                      |
|                            | Pétrel maculé Mottled petrel Pterodroma inexpectata (Forster, 1844)                             | Quasi menacé          |                 |                      |
|                            | Pétrel de Cook Cook's petrel Pterodroma cookii (Gray, 1843)                                     | Vulnérable            | Rare/accidentel |                      |
|                            | Puffin leucomèle Streaked shearwater Calonectris leucomelas (Temminck, 1836)                    | Quasi menacé          | Rare/accidentel |                      |
|                            | Puffin de Scopoli Scopoli's shearwater Calonectris diomedea (Scopoli, 1769)                     | Préoccupation mineure |                 |                      |
|                            | Puffin cendré Cory's shearwater Calonectris borealis (Cory, 1881)                               | Préoccupation mineure |                 |                      |
|                            | Puffin de Buller Buller's shearwater Ardenna bulleri                                            | Vulnérable            |                 |                      |
|                            | Puffin fuligineux Sooty shearwater Ardenna grisea (Gmelin, 1789)                                | Quasi menacé          |                 |                      |
|                            | Puffin à bec grêle Short-tailed shearwater Ardenna tenuirostris (Temminck, 1836)                | Préoccupation mineure |                 |                      |
|                            | Puffin à pieds roses Pink-footed shearwater Ardenna creatopus Coues, 1864                       | Vulnérable            |                 |                      |
|                            | Puffin à pieds pâles Flesh-footed shearwater Ardenna carneipes Gould, 1844                      | Quasi menacé          | Rare/accidentel |                      |
|                            | Puffin majeur Great shearwater Ardenna gravis (O'Reilly, 1818)                                  | Préoccupation mineure |                 |                      |
|                            | Puffin des Anglais Manx Shearwater Puffinus puffinus (Brünnich, 1764)                           | Préoccupation mineure |                 |                      |
|                            | Puffin cul-noir Black-vented shearwater Puffinus opisthomelas Coues, 1864                       | Quasi menacé          | Rare/accidentel |                      |
|                            | Puffin d'Audubon Audubon's shearwater Puffinus lherminieri Lesson, 1839                         | Préoccupation mineure | Rare/accidentel |                      |
|                            | Puffin de Macaronésie Barolo shearwater Puffinus baroli (Bonaparte, 1857)                       | Préoccupation mineure | Rare/accidentel |                      |

## Podicipediformes
| Photo                     | Noms (français / anglais / scientifique)                                  | Statut IUCN           | Notes | Carte de répartition |
| ------------------------- | ------------------------------------------------------------------------- | --------------------- | ----- | -------------------- |
| Famille des Podicipedidae |                                                                           |                       |       |                      |
|                           | Grèbe à bec bigarré Pied-billed grebe Podilymbus podiceps                 | Préoccupation mineure |       |                      |
|                           | Grèbe jougris Red-necked grebe Podiceps grisegena (Boddaert 1783)         | Préoccupation mineure |       |                      |
|                           | Grèbe esclavon Horned grebe Podiceps auritus (Linnaeus 1758)              | Vulnérable            |       |                      |
|                           | Grèbe à cou noir Black-necked grebe Podiceps nigricollis C.L. Brehm, 1831 | Préoccupation mineure |       |                      |
|                           | Grèbe élégant Western grebe Aechmophorus occidentalis (Lawrence, 1858)    | Préoccupation mineure |       |                      |
|                           | Grèbe à face blanche Clark's grebe Aechmophorus clarkii (Lawrence, 1858)  | Préoccupation mineure |       |                      |

## Phoenicopteriformes
| Photo                        | Noms (français / anglais / scientifique)                                   | Statut IUCN           | Notes           | Carte de répartition |
| ---------------------------- | -------------------------------------------------------------------------- | --------------------- | --------------- | -------------------- |
| Famille des Phoenicopteridae |                                                                            |                       |                 |                      |
|                              | Flamant des Caraïbes American flamingo Phoenicopterus ruber Linnaeus, 1758 | Préoccupation mineure | Rare/Accidentel |                      |

## Phaethontiformes
| Photo                     | Noms français anglais scientifique                                              | Statut IUCN           | Notes           | Carte de répartition |
| ------------------------- | ------------------------------------------------------------------------------- | --------------------- | --------------- | -------------------- |
| Famille des Phaethontidae |                                                                                 |                       |                 |                      |
|                           | Phaéton à bec rouge Red-billed tropicbird Phaethon aethereus Linnaeus, 1758     | Préoccupation mineure | Rare/Accidentel |                      |
|                           | Phaéton à brins rouges Red-tailed tropicbird Phaethon rubricauda Boddaert, 1783 | Préoccupation mineure | Rare/Accidentel |                      |
|                           | Phaéton à bec jaune White-tailed tropicbird Phaethon lepturus Daudin, 1802      | Préoccupation mineure | Rare/Accidentel |                      |

## Ciconiiformes
| Photo                  | Noms français anglais scientifique                              | Statut IUCN           | Notes           | Carte de répartition |
| ---------------------- | --------------------------------------------------------------- | --------------------- | --------------- | -------------------- |
| Famille des Ciconiidae |                                                                 |                       |                 |                      |
|                        | Tantale d'Amérique Wood stork Mycteria americana Linnaeus, 1758 | Préoccupation mineure | Rare/Accidentel |                      |

## Pelecaniformes
| Photo                         | Noms (français / anglais / scientifique)                                         | Statut IUCN           | Notes           | Carte de répartition |
| ----------------------------- | -------------------------------------------------------------------------------- | --------------------- | --------------- | -------------------- |
| Famille des Threskiornithidae |                                                                                  |                       |                 |                      |
|                               | Ibis blanc American white ibis Eudocimus albus (Linnaeus, 1758)                  | Préoccupation mineure | Rare/Accidentel |                      |
|                               | Ibis falcinelle Glossy ibis Plegadis falcinellus (Linnaeus, 1766)                | Préoccupation mineure |                 |                      |
|                               | Ibis à face blanche White-faced ibis Plegadis chihi (Vieillot, 1817)             | Préoccupation mineure |                 |                      |
|                               | Spatule rosée Roseate spoonbill Platalea ajaja Linnaeus, 1758                    | Préoccupation mineure | Rare/Accidentel |                      |
| Famille des Ardeidae          |                                                                                  |                       |                 |                      |
|                               | Butor d'Amérique American bittern Botaurus lentiginosus (Rackett, 1813)          | Préoccupation mineure |                 |                      |
|                               | Petit Blongios Least bittern Ixobrychus exilis (Gmelin, 1789)                    | Préoccupation mineure |                 |                      |
|                               | Bihoreau gris Black-crowned night heron Nycticorax nycticorax (Linnaeus, 1758)   | Préoccupation mineure |                 |                      |
|                               | Bihoreau violacé Yellow-crowned night heron Nyctanassa violacea (Linnaeus, 1758) | Préoccupation mineure | Rare/Accidentel |                      |
|                               | Héron vert Green heron Butorides virescens (Linnaeus, 1758)                      | Préoccupation mineure |                 |                      |
|                               | Héron garde-bœufs Cattle egret Bubulcus ibis (Linnaeus, 1758)                    | Préoccupation mineure |                 |                      |
|                               | Héron cendré Grey heron Ardea cinerea Linnaeus, 1758                             | Préoccupation mineure | Rare/Accidentel |                      |
|                               | Grand Héron Great blue heron Ardea herodias Linnaeus, 1758                       | Préoccupation mineure |                 |                      |
|                               | Grande Aigrette Great egret Ardea alba Linnaeus, 1758                            | Préoccupation mineure |                 |                      |
|                               | Aigrette roussâtre Reddish egret Egretta rufescens (Gmelin, 1789)                | Quasi menacé          | Rare/Accidentel |                      |
|                               | Aigrette tricolore Tricolored heron Egretta tricolor (Statius Müller, 1776)      | Préoccupation mineure | Rare/Accidentel |                      |
|                               | Aigrette bleue Little blue heron Egretta caerulea (Linnaeus, 1758)               | Préoccupation mineure | Rare/Accidentel |                      |
|                               | Aigrette neigeuse Snowy egret Egretta thula (Molina, 1782)                       | Préoccupation mineure |                 |                      |
|                               | Aigrette garzette Little egret Egretta garzetta (Linnaeus, 1766)                 | Préoccupation mineure | Rare/Accidentel |                      |
|                               | Aigrette à gorge blanche Western reef heron Egretta gularis (Bosc, 1792)         | Préoccupation mineure | Rare/Accidentel |                      |
| Famille des Pelecanidae       |                                                                                  |                       |                 |                      |
|                               | Pélican d'Amérique American white pelican Pelecanus erythrorhynchos Gmelin, 1789 | Préoccupation mineure |                 |                      |
|                               | Pélican brun Brown pelican Pelecanus occidentalis Linnaeus, 1766                 | Préoccupation mineure |                 |                      |

## Suliformes
| Photo                         | Noms (français / anglais / scientifique)                                           | Statut IUCN           | Notes           | Carte de répartition |
| ----------------------------- | ---------------------------------------------------------------------------------- | --------------------- | --------------- | -------------------- |
| Famille des Fregatidae        |                                                                                    |                       |                 |                      |
|                               | Frégate superbe Magnificent frigatebird Fregata magnificens Mathews, 1914          | Préoccupation mineure | Rare/Accidentel |                      |
| Famille des Sulidae           |                                                                                    |                       |                 |                      |
|                               | Fou de Bassan Northern gannet Morus bassanus (Linnaeus, 1758)                      | Préoccupation mineure |                 |                      |
|                               | Fou à pieds bleus Blue-footed booby Sula nebouxii Milne-Edwards, 1882              | Préoccupation mineure | Rare/Accidentel |                      |
|                               | Fou à pieds rouges Red-footed booby Sula sula (Linnaeus, 1766)                     | Préoccupation mineure | Rare/Accidentel |                      |
|                               | Fou brun Brown booby Sula leucogaster (Boddaert, 1783)                             | Préoccupation mineure | Rare/Accidentel |                      |
| Famille des Phalacrocoracidae |                                                                                    |                       |                 |                      |
|                               | Cormoran de Brandt Brandt's cormorant Phalacrocorax penicillatus (Brandt, 1837)    | Préoccupation mineure |                 |                      |
|                               | Cormoran pélagique Pelagic cormorant Phalacrocorax pelagicus Pallas, 1811          | Préoccupation mineure |                 |                      |
|                               | Cormoran à face rouge Red-faced cormorant Phalacrocorax urile (J. F. Gmelin, 1789) | Préoccupation mineure | Rare/Accidentel |                      |
|                               | Cormoran vigua Neotropic cormorant Phalacrocorax brasilianus (Gmelin, 1789)        | Préoccupation mineure | Rare/Accidentel |                      |
|                               | Cormoran à aigrettes Double-crested cormorant Phalacrocorax auritus (Lesson, 1831) | Préoccupation mineure |                 |                      |
|                               | Grand Cormoran Great cormorant Phalacrocorax carbo (Linnaeus, 1758)                | Préoccupation mineure |                 |                      |
| Famille des Anhingidae        |                                                                                    |                       |                 |                      |
|                               | Anhinga d'Amérique Anhinga Anhinga anhinga (Linnaeus, 1766)                        | Préoccupation mineure | Rare/Accidentel |                      |

## Accipitriformes
| Photo                                   | Noms (français / anglais / scientifique)                                      | Statut IUCN                     | Notes           | Carte de répartition |
| --------------------------------------- | ----------------------------------------------------------------------------- | ------------------------------- | --------------- | -------------------- |
| Famille des Cathartidae (Linnaeus, 1758 |                                                                               |                                 |                 |                      |
|                                         | Urubu à tête rouge Turkey vulture Cathartes aura                              | Préoccupation mineure           |                 |                      |
|                                         | Urubu noir Black vulture Coragyps atratus (Bechstein, 1793)                   | Préoccupation mineure           | Rare/Accidentel |                      |
|                                         | Condor de Californie California condor Gymnogyps californianus (Shaw, 1797)   | En danger critique d'extinction | Extirpé         |                      |
| Famille des Pandionidae                 |                                                                               |                                 |                 |                      |
|                                         | Balbuzard pêcheur Osprey Pandion haliaetus (Linnaeus, 1758)                   | Préoccupation mineure           |                 |                      |
| Famille des Accipitridae                |                                                                               |                                 |                 |                      |
|                                         | Elanus leucurus White-tailed kite Elanus leucurus (Vieillot, 1818)            | Préoccupation mineure           | Rare/Accidentel |                      |
|                                         | Naucler à queue fourchue Swallow-tailed kite Elanoides forficatus             | Préoccupation mineure           | Rare/Accidentel |                      |
|                                         | Aigle royal Golden eagle Aquila chrysaetos (Linnaeus, 1758)                   | Préoccupation mineure           |                 |                      |
|                                         | Épervier brun Sharp-shinned hawk Accipiter striatus Vieillot, 1808            | Préoccupation mineure           |                 |                      |
|                                         | Épervier de Cooper Cooper's hawk Accipiter cooperii (Bonaparte, 1828)         | Préoccupation mineure           |                 |                      |
|                                         | Autour des palombes Northern goshawk Accipiter gentilis (Linnaeus, 1758)      | Préoccupation mineure           |                 |                      |
|                                         | Busard des marais Northern harrier Circus hudsonius (Linnaeus, 1766)          | Préoccupation mineure           |                 |                      |
|                                         | Pygargue à tête blanche Bald eagle Haliaeetus leucocephalus (Linnaeus, 1766)  | Préoccupation mineure           |                 |                      |
|                                         | Milan du Mississippi Mississippi kite Ictinia mississippiensis (Wilson, 1811) | Préoccupation mineure           | Rare/Accidentel |                      |
|                                         | Buse à épaulettes Red-shouldered hawk Buteo lineatus (Gmelin, 1788)           | Préoccupation mineure           |                 |                      |
|                                         | Petite Buse Broad-winged hawk Buteo platypterus (Vieillot, 1823)              | Préoccupation mineure           |                 |                      |
|                                         | Buse de Swainson Swainson's hawk Buteo swainsoni Bonaparte, 1838              | Préoccupation mineure           |                 |                      |
|                                         | Buse à queue barrée Zone-tailed hawk Buteo albonotatus Kaup, 1847             | Préoccupation mineure           | Rare/Accidentel |                      |
|                                         | Buse à queue rousse Red-tailed hawk Buteo jamaicensis (Gmelin, 1788)          | Préoccupation mineure           |                 |                      |
|                                         | Buse rouilleuse Ferruginous hawk Buteo regalis (Gray, 1844)                   | Préoccupation mineure           |                 |                      |
|                                         | Buse pattue Rough-legged buzzard Buteo lagopus (Pontoppidan, 1763)            | Préoccupation mineure           |                 |                      |

## Gruiformes
| Photo                | Noms (français / anglais / scientifique)                                       | Statut IUCN           | Notes             | Carte de répartition |
| -------------------- | ------------------------------------------------------------------------------ | --------------------- | ----------------- | -------------------- |
| Famille des Rallidae |                                                                                |                       |                   |                      |
|                      | Râle jaune Yellow rail Coturnicops noveboracensis (Gmelin, 1789)               | Préoccupation mineure |                   |                      |
|                      | Râle noir Black rail Laterallus jamaicensis (Gmelin, 1789)                     | Préoccupation mineure | Rare/Accidentel   |                      |
|                      | Râle tapageur Clapper rail Rallus crepitans Gmelin, 1789                       | Préoccupation mineure | Rare/Accidentel   |                      |
|                      | Râle élégant King rail Rallus elegans Audubon, 1834                            | Quasi menacé          |                   |                      |
|                      | Râle de Virginie Virginia rail Rallus limicola Vieillot, 1819                  | Préoccupation mineure |                   |                      |
|                      | Râle des genêts Corn crake Crex crex (Linnaeus, 1758)                          | Préoccupation mineure | Rare/Accidentel   |                      |
|                      | Marouette de Caroline Sora Porzana carolina (Linnaeus, 1758)                   | Préoccupation mineure |                   |                      |
|                      | Talève violacée American purple gallinule Porphyrio martinica (Linnaeus, 1766) | Préoccupation mineure | Rare/Accidentel   |                      |
|                      | Gallinule d'Amérique Common gallinule Gallinula galeata (Lichtenstein, 1818)   | Préoccupation mineure |                   |                      |
|                      | Foulque macroule Eurasian coot Fulica atra Linnaeus, 1758                      | Préoccupation mineure | Rare/Accidentel   |                      |
|                      | Foulque d'Amérique American coot Fulica americana Gmelin, 1789                 | Préoccupation mineure |                   |                      |
| Famille des Gruidae  |                                                                                |                       |                   |                      |
|                      | Grue du Canada Sandhill crane Grus canadensis (Linnaeus, 1758)                 | Préoccupation mineure |                   |                      |
|                      | Grue blanche Whooping crane Grus americana (Linnaeus, 1758)                    | Menacé                | Nicheur endémique |                      |
|                      | Grue cendrée Common crane Grus grus (Linnaeus, 1758)                           | Préoccupation mineure | Rare/Accidentel   |                      |
| Famille des Aramidae |                                                                                |                       |                   |                      |
|                      | Courlan brun Limpkin Aramus guarauna (Linnaeus 1766)                           | Préoccupation mineure | Rare/Accidentel   |                      |

## Charadriiformes
| Photo                        | Noms (français / anglais / scientifique)                                                 | Statut IUCN                                        | Notes             | Carte de répartition |
| ---------------------------- | ---------------------------------------------------------------------------------------- | -------------------------------------------------- | ----------------- | -------------------- |
| Famille des Haematopodidae   |                                                                                          |                                                    |                   |                      |
|                              | Huîtrier de Bachman Black oystercatcher Haematopus bachmani Audubon, 1838                | Préoccupation mineure                              |                   |                      |
|                              | Huîtrier d'Amérique American oystercatcher Haematopus palliatus Temminck, 1820           | Préoccupation mineure                              | Rare/Accidentel   |                      |
|                              | Huîtrier pie Eurasian oystercatcher Haematopus ostralegus Linnaeus, 1758                 | Préoccupation mineure                              | Rare/Accidentel   |                      |
| Famille des Recurvirostridae |                                                                                          |                                                    |                   |                      |
|                              | Échasse d'Amérique Black-necked stilt Himantopus mexicanus (Statius Müller, 1776)        | Préoccupation mineure                              |                   |                      |
|                              | Avocette d'Amérique American avocet Recurvirostra americana Gmelin, 1789                 | Préoccupation mineure                              |                   |                      |
| Famille des Charadriidae     |                                                                                          |                                                    |                   |                      |
|                              | Vanneau huppé Northern lapwing Vanellus vanellus (Linnaeus, 1758)                        | Quasi menacé                                       | Rare/Accidentel   |                      |
|                              | Pluvier doré European golden plover Pluvialis apricaria (Linnaeus, 1758)                 | Préoccupation mineure                              | Rare/Accidentel   |                      |
|                              | Pluvier fauve Pacific golden plover Pluvialis fulva (Gmelin, 1789)                       | Préoccupation mineure                              | Rare/Accidentel   |                      |
|                              | Pluvier bronzé American golden plover Pluvialis dominica (Statius Müller, 1776)          | Préoccupation mineure                              |                   |                      |
|                              | Pluvier argenté Grey plover Pluvialis squatarola (Linnaeus, 1758)                        | Préoccupation mineure                              |                   |                      |
|                              | Pluvier grand-gravelot Common ringed plover Charadrius hiaticula Linnaeus, 1758          | Préoccupation mineure                              |                   |                      |
|                              | Pluvier semipalmé Semipalmated plover Charadrius semipalmatus Bonaparte, 1825            | Préoccupation mineure                              |                   |                      |
|                              | Pluvier de Wilson Wilson's plover Charadrius wilsonia Ord, 1814                          | Préoccupation mineure                              | Rare/Accidentel   |                      |
|                              | Pluvier kildir Killdeer Charadrius vociferus Linnaeus, 1758                              | Préoccupation mineure                              |                   |                      |
|                              | Pluvier siffleur Piping plover Charadrius melodus Ord, 1824                              | Quasi menacé                                       |                   |                      |
|                              | Pluvier neigeux Snowy plover Charadrius nivosus (Cassin, 1858)                           | Quasi menacé                                       | Rare/Accidentel   |                      |
|                              | Pluvier de Mongolie Lesser sand plover Charadrius mongolus Pallas, 1776                  | Préoccupation mineure                              | Rare/Accidentel   |                      |
|                              | Pluvier guignard Eurasian dotterel Charadrius morinellus Linnaeus, 1758                  | Préoccupation mineure                              | Rare/Accidentel   |                      |
|                              | Pluvier montagnard Mountain plover Charadrius montanus Townsend, 1837                    | Quasi menacé                                       |                   |                      |
| Famille des Scolopacidae     |                                                                                          |                                                    |                   |                      |
|                              | Maubèche des champs Upland sandpiper Bartramia longicauda Lesson, 1831                   | Préoccupation mineure                              |                   |                      |
|                              | Courlis d'Alaska Bristle-thighed curlew Numenius tahitiensis (J. F. Gmelin, 1789)        | Vulnérable                                         | Rare/Accidentel   |                      |
|                              | Courlis hudsonien Hudsonian Whimbrel Numenius hudsonicus (Latham, 1790)                  | Préoccupation mineure                              |                   |                      |
|                              | Courlis esquimau Eskimo curlew Numenius borealis (Forster, 1772)                         | En danger critique d'extinction (peut-être éteint) |                   |                      |
|                              | Courlis à long bec Long-billed curlew Numenius americanus Bechstein, 1812                | Préoccupation mineure                              |                   |                      |
|                              | Courlis de Sibérie Far Eastern curlew Numenius madagascariensis (Linnaeus, 1766)         | Menacé                                             | Rare/Accidentel   |                      |
|                              | Courlis à bec grêle Slender-billed curlew Numenius tenuirostris Vieillot, 1817           | En danger critique d'extinction                    | Rare/Accidentel   |                      |
|                              | Courlis cendré Eurasian curlew Numenius arquata (Linnaeus, 1758)                         | Quasi menacé                                       | Rare/Accidentel   |                      |
|                              | Barge rousse Bar-tailed godwit Limosa lapponica (Linnaeus, 1758)                         | Quasi menacé                                       | Rare/Accidentel   |                      |
|                              | Barge à queue noire Black-tailed godwit Limosa limosa (Linnaeus, 1758)                   | Quasi menacé                                       | Rare/Accidentel   |                      |
|                              | Barge hudsonienne Hudsonian godwit Limosa haemastica (Linnaeus, 1758)                    | Préoccupation mineure                              |                   |                      |
|                              | Barge marbrée Marbled godwit Limosa fedoa (Linnaeus, 1758)                               | Préoccupation mineure                              |                   |                      |
|                              | Tournepierre à collier Ruddy turnstone Arenaria interpres (Linnaeus, 1758)               | Préoccupation mineure                              |                   |                      |
|                              | Tournepierre noir Black turnstone Arenaria melanocephala (Vigors, 1829)                  | Préoccupation mineure                              |                   |                      |
|                              | Bécasseau de l'Anadyr Great knot Calidris tenuirostris (Horsfield, 1821)                 | Menacé                                             | Rare/Accidentel   |                      |
|                              | Bécasseau maubèche Red knot Calidris canutus (Linnaeus, 1758)                            | Quasi menacé                                       |                   |                      |
|                              | Bécasseau du ressac Surfbird Calidris virgata (Gmelin, 1789)                             | Préoccupation mineure                              |                   |                      |
|                              | Combattant varié Ruff Calidris pugnax (Linnaeus, 1758)                                   | Préoccupation mineure                              |                   |                      |
|                              | Bécasseau falcinelle Broad-billed sandpiper Calidris falcinellus (Pontoppidan, 1763)     | Préoccupation mineure                              | Rare/Accidentel   |                      |
|                              | Bécasseau à queue pointue Sharp-tailed sandpiper Calidris acuminata (Horsfield, 1821)    | Préoccupation mineure                              |                   |                      |
|                              | Bécasseau à échasses Stilt sandpiper Calidris himantopus (Bonaparte, 1826)               | Préoccupation mineure                              |                   |                      |
|                              | Bécasseau cocorli Curlew sandpiper Calidris ferruginea (Pontoppidan, 1763)               | Quasi menacé                                       | Rare/Accidentel   |                      |
|                              | Bécasseau de Temminck Temminck's stint Calidris temminckii (Leisler, 1812)               | Préoccupation mineure                              | Rare/Accidentel   |                      |
|                              | Bécasseau spatule Spoon-billed sandpiper Calidris pygmea (Linnaeus, 1758)                | En danger critique d'extinction                    | Rare/Accidentel   |                      |
|                              | Bécasseau à col roux Red-necked stint Calidris ruficollis (Pallas, 1776)                 | Préoccupation mineure                              | Rare/Accidentel   |                      |
|                              | Bécasseau sanderling Sanderling Calidris alba (Pallas, 1764)                             | Préoccupation mineure                              |                   |                      |
|                              | Bécasseau variable Dunlin Calidris alpina (Linnaeus, 1758)                               | Préoccupation mineure                              |                   |                      |
|                              | Bécasseau des Aléoutiennes Rock sandpiper Calidris ptilocnemis (Coues, 1873)             | Préoccupation mineure                              |                   |                      |
|                              | Bécasseau violet Purple sandpiper Calidris maritima (Brunnich, 1764)                     | Préoccupation mineure                              |                   |                      |
|                              | Bécasseau de Baird Baird's sandpiper Calidris bairdii (Coues, 1861)                      | Préoccupation mineure                              |                   |                      |
|                              | Bécasseau minute Little stint Calidris minuta (Leisler, 1812)                            | Préoccupation mineure                              | Rare/Accidentel   |                      |
|                              | Bécasseau minuscule Least sandpiper Calidris minutilla (Vieillot, 1819)                  | Préoccupation mineure                              |                   |                      |
|                              | Bécasseau à croupion blanc White-rumped sandpiper Calidris fuscicollis (Vieillot, 1819)  | Préoccupation mineure                              |                   |                      |
|                              | Bécasseau roussâtre Buff-breasted sandpiper Calidris subruficollis (Vieillot, 1819)      | Quasi menacé                                       |                   |                      |
|                              | Bécasseau à poitrine cendrée Pectoral sandpiper Calidris melanotos (Vieillot, 1819)      | Préoccupation mineure                              |                   |                      |
|                              | Bécasseau semipalmé Semipalmated sandpiper Calidris pusilla (Linnaeus, 1766)             | Quasi menacé                                       |                   |                      |
|                              | Bécasseau d'Alaska Western sandpiper Calidris mauri (Cabanis, 1857)                      | Préoccupation mineure                              |                   |                      |
|                              | Bécassin à long bec Long-billed dowitcher Limnodromus scolopaceus (Say, 1823)            | Préoccupation mineure                              |                   |                      |
|                              | Bécassin roux Short-billed dowitcher Limnodromus griseus (Gmelin, 1789)                  | Préoccupation mineure                              |                   |                      |
|                              | Bécasse des bois Eurasian woodcock Scolopax rusticola Linnaeus, 1758                     | Préoccupation mineure                              | Rare/Accidentel   |                      |
|                              | Bécasse d'Amérique American woodcock Scolopax minor J. F. Gmelin, 1789                   | Préoccupation mineure                              |                   |                      |
|                              | Bécassine sourde Jack snipe Lymnocryptes minimus (Brünnich, 1764)                        | Préoccupation mineure                              | Rare/Accidentel   |                      |
|                              | Bécassine des marais Common snipe Gallinago gallinago (Linnaeus, 1758)                   | Préoccupation mineure                              | Rare/Accidentel   |                      |
|                              | Bécassine de Wilson Wilson's Snipe Gallinago delicata (Ord, 1825)                        | Préoccupation mineure                              |                   |                      |
|                              | Chevalier bargette Terek sandpiper Xenus cinereus (Guldenstädt, 1775)                    | Préoccupation mineure                              | Rare/Accidentel   |                      |
|                              | Phalarope de Wilson Wilson's phalarope Phalaropus tricolor (Vieillot, 1819)              | Préoccupation mineure                              |                   |                      |
|                              | Phalarope à bec étroit Red-necked phalarope Phalaropus lobatus (Linnaeus, 1758)          | Préoccupation mineure                              |                   |                      |
|                              | Phalarope à bec large Red phalarope Phalaropus fulicarius (Linnaeus, 1758)               | Préoccupation mineure                              |                   |                      |
|                              | Chevalier grivelé Spotted sandpiper Actitis macularius (Linnaeus, 1766)                  | Préoccupation mineure                              |                   |                      |
|                              | Chevalier solitaire Solitary sandpiper Tringa solitaria Wilson, 1813                     | Préoccupation mineure                              |                   |                      |
|                              | Chevalier errant Wandering tattler Tringa incana (Gmelin, 1789)                          | Préoccupation mineure                              |                   |                      |
|                              | Petit Chevalier Lesser yellowlegs Tringa flavipes (Gmelin, 1789)                         | Préoccupation mineure                              |                   |                      |
|                              | Chevalier semipalmé Willet Tringa semipalmata (J.F. Gmelin, 1789)                        | Préoccupation mineure                              |                   |                      |
|                              | Chevalier gambette Common redshank Tringa totanus (Linnaeus, 1758)                       | Préoccupation mineure                              | Rare/Accidentel   |                      |
|                              | Chevalier sylvain Wood sandpiper Tringa glareola (Linnaeus, 1758)                        | Préoccupation mineure                              | Rare/Accidentel   |                      |
|                              | Chevalier arlequin Spotted redshank Tringa erythropus (Pallas, 1764)                     | Préoccupation mineure                              | Rare/Accidentel   |                      |
|                              | Chevalier aboyeur Common greenshank Tringa nebularia (Gunnerus, 1767)                    | Préoccupation mineure                              | Rare/Accidentel   |                      |
|                              | Grand Chevalier Greater yellowlegs Tringa melanoleuca (J.F. Gmelin, 1789)                | Préoccupation mineure                              |                   |                      |
| Famille des Laridae          |                                                                                          |                                                    |                   |                      |
|                              | Bec-en-ciseaux noir Black skimmer Rynchops niger Linnaeus, 1758                          | Préoccupation mineure                              | Rare/Accidentel   |                      |
|                              | Mouette tridactyle Black-legged kittiwake Rissa tridactyla (Linnaeus 1758)               | Vulnérable                                         |                   |                      |
|                              | Mouette des brumes Red-legged kittiwake Rissa brevirostris (Bruch 1853)                  | Vulnérable                                         | Rare/Accidentel   |                      |
|                              | Mouette blanche Ivory gull Pagophila eburnea (Phipps 1774)                               | Quasi menacé                                       |                   |                      |
|                              | Mouette de Sabine Sabine's gull Xema sabini (Sabine, 1819)                               | Préoccupation mineure                              |                   |                      |
|                              | Mouette de Bonaparte Bonaparte's gull Chroicocephalus philadelphia (Ord, 1815)           | Préoccupation mineure                              |                   |                      |
|                              | Mouette rieuse Black-headed gull Chroicocephalus ridibundus (Linnaeus, 1766)             | Préoccupation mineure                              |                   |                      |
|                              | Mouette pygmée Little gull Hydrocoloeus minutus (Pallas, 1776)                           | Préoccupation mineure                              |                   |                      |
|                              | Mouette rosée Ross's gull Rhodostethia rosea (MacGillivray 1824)                         | Préoccupation mineure                              |                   |                      |
|                              | Mouette atricille Laughing gull Leucophaeus atricilla (Linnaeus 1758)                    | Préoccupation mineure                              |                   |                      |
|                              | Mouette de Franklin Franklin's gull Leucophaeus pipixcan (Wagler, 1831)                  | Préoccupation mineure                              |                   |                      |
|                              | Goéland à queue noire Black-tailed gull Larus crassirostris Vieillot, 1818               | Préoccupation mineure                              | Rare/Accidentel   |                      |
|                              | Goéland de Heermann Heermann's gull Larus heermanni Cassin, 1852                         | Quasi menacé                                       |                   |                      |
|                              | Goéland cendré Common gull Larus canus Linnaeus, 1758                                    | Préoccupation mineure                              |                   |                      |
|                              | Goéland à bec cerclé Ring-billed gull Larus delawarensis Ord, 1815                       | Préoccupation mineure                              |                   |                      |
|                              | Goéland de Californie California gull Larus californicus Lawrence, 1854                  | Préoccupation mineure                              |                   |                      |
|                              | Goéland marin Great black-backed gull Larus marinus Linnaeus, 1758                       | Préoccupation mineure                              |                   |                      |
|                              | Goéland dominicain Kelp gull Larus dominicanus Lichtenstein, 1823                        | Préoccupation mineure                              | Rare/Accidentel   |                      |
|                              | Goéland à ailes grises Glaucous-winged gull Larus glaucescens Naumann, 1840              | Préoccupation mineure                              |                   |                      |
|                              | Goéland d'Audubon Western gull Larus occidentalis Audubon, 1839                          | Préoccupation mineure                              |                   |                      |
|                              | Goéland bourgmestre Glaucous gull Larus hyperboreus Gunnerus, 1767                       | Préoccupation mineure                              |                   |                      |
|                              | Goéland arctique Iceland gull Larus glaucoides Meyer, 1822                               | Préoccupation mineure                              | Nicheur endémique |                      |
|                              | Goéland argenté European herring gull Larus argentatus Pontoppidan, 1763                 | Préoccupation mineure                              | Rare/Accidentel   |                      |
|                              | Goéland hudsonien American herring gull Larus smithsonianus Coues, 1862                  | Préoccupation mineure                              |                   |                      |
|                              | Goéland de la Véga Vega gull Larus vegae Palmén, 1887                                    | Préoccupation mineure                              | Rare/Accidentel   |                      |
|                              | Goéland leucophée Yellow-legged gull Larus michahellis Naumann, 1840                     | Préoccupation mineure                              | Rare/Accidentel   |                      |
|                              | Goéland à manteau ardoisé Slaty-backed gull Larus schistisagus Stejneger, 1884           | Préoccupation mineure                              | Rare/Accidentel   |                      |
|                              | Goéland brun Lesser black-backed gull Larus fuscus Linnaeus 1758                         | Préoccupation mineure                              |                   |                      |
|                              | Sterne hansel Gull-billed tern Gelochelidon nilotica (Gmelin, 1789)                      | Préoccupation mineure                              | Rare/Accidentel   |                      |
|                              | Sterne caspienne Caspian tern Hydroprogne caspia (Pallas, 1770)                          | Préoccupation mineure                              |                   |                      |
|                              | Sterne royale Royal tern Thalasseus maximus (Boddaert, 1783)                             | Préoccupation mineure                              | Rare/Accidentel   |                      |
|                              | Sterne caugek Sandwich tern Thalasseus sandvicensis (Latham, 1787)                       | Préoccupation mineure                              | Rare/Accidentel   |                      |
|                              | Sterne de Cabot Cabot's tern Thalasseus acuflavidus (Cabot, 1848)                        | Préoccupation mineure                              | Rare/Accidentel   |                      |
|                              | Sterne élégante Elegant tern Thalasseus elegans (Gambel, 1849)                           | Quasi menacé                                       | Rare/Accidentel   |                      |
|                              | Petite Sterne Least tern Sternula antillarum (Lesson, 1847)                              | Préoccupation mineure                              | Rare/Accidentel   |                      |
|                              | Sterne des Aléoutiennes Aleutian tern Onychoprion aleuticus (Baird, 1869)                | Vulnérable                                         | Rare/Accidentel   |                      |
|                              | Sterne bridée Bridled tern Onychoprion anaethetus (Scopoli, 1786)                        | Préoccupation mineure                              | Rare/Accidentel   |                      |
|                              | Sterne fuligineuse Sooty tern Onychoprion fuscatus (Linnaeus, 1766)                      | Préoccupation mineure                              | Rare/Accidentel   |                      |
|                              | Sterne de Dougall Roseate tern Sterna dougallii Montagu, 1813                            | Préoccupation mineure                              |                   |                      |
|                              | Sterne pierregarin Common tern Sterna hirundo Linnaeus, 1758                             | Préoccupation mineure                              |                   |                      |
|                              | Sterne arctique Arctic tern Sterna paradisaea Pontoppidan, 1763                          | Préoccupation mineure                              |                   |                      |
|                              | Sterne de Forster Forster's tern Sterna forsteri Nuttall, 1834                           | Préoccupation mineure                              |                   |                      |
|                              | Guifette leucoptère White-winged tern Chlidonias leucopterus (Temminck, 1815)            | Préoccupation mineure                              | Rare/Accidentel   |                      |
|                              | Guifette noire Black tern Chlidonias niger (Linnaeus, 1758)                              | Préoccupation mineure                              |                   |                      |
| Famille des Stercorariidae   |                                                                                          |                                                    |                   |                      |
|                              | Labbe de McCormick South polar skua Stercorarius maccormicki Saunders, 1893              | Préoccupation mineure                              |                   |                      |
|                              | Grand Labbe Great skua Stercorarius skua Brünnich, 1764                                  | Préoccupation mineure                              |                   |                      |
|                              | Labbe pomarin Pomarine jaeger Stercorarius pomarinus (Temminck, 1815)                    | Préoccupation mineure                              |                   |                      |
|                              | Labbe parasite Parasitic jaeger Stercorarius parasiticus (Linnaeus, 1758)                | Préoccupation mineure                              |                   |                      |
|                              | Labbe à longue queue Long-tailed jaeger Stercorarius longicaudus Vieillot, 1819          | Préoccupation mineure                              |                   |                      |
| Famille des Alcidae          |                                                                                          |                                                    |                   |                      |
|                              | Mergule nain Little auk Alle alle (Linnaeus, 1758)                                       | Préoccupation mineure                              |                   |                      |
|                              | Guillemot de Brünnich Thick-billed murre Uria lomvia (Linnaeus, 1758)                    | Préoccupation mineure                              |                   |                      |
|                              | Guillemot de Troïl Common murre Uria aalge (Pontoppidan, 1763)                           | Préoccupation mineure                              |                   |                      |
|                              | Petit Pingouin Razorbill Alca torda Linnaeus, 1758                                       | Quasi menacé                                       |                   |                      |
|                              | Grand Pingouin Great auk Pinguinus impennis (Linnaeus, 1758)                             | Éteint                                             |                   |                      |
|                              | Guillemot à miroir Black guillemot Cepphus grylle (Linnaeus, 1758)                       | Préoccupation mineure                              |                   |                      |
|                              | Guillemot colombin Pigeon guillemot Cepphus columba Pallas, 1811                         | Préoccupation mineure                              |                   |                      |
|                              | Guillemot marbré Marbled murrelet Brachyramphus marmoratus (Gmelin, 1789)                | Menacé                                             |                   |                      |
|                              | Guillemot à long bec Long-billed murrelet Brachyramphus perdix (Pallas, 1811)            | Quasi menacé                                       | Rare/Accidentel   |                      |
|                              | Guillemot de Kittlitz Kittlitz's murrelet Brachyramphus brevirostris (Vigors, 1829)      | Quasi menacé                                       | Rare/Accidentel   |                      |
|                              | Guillemot de Scripps Scripps's murrelet Synthliboramphus scrippsi (Green & Arnold, 1939) | Vulnérable                                         |                   |                      |
|                              | Guillemot à cou blanc Ancient murrelet Synthliboramphus antiquus (J.F. Gmelin, 1789)     | Préoccupation mineure                              |                   |                      |
|                              | Starique de Cassin Cassin's auklet Ptychoramphus aleuticus (Pallas, 1811)                | Quasi menacé                                       |                   |                      |
|                              | Starique perroquet Parakeet auklet Aethia psittacula (Pallas, 1769)                      | Préoccupation mineure                              |                   |                      |
|                              | Starique minuscule Least auklet Aethia pusilla (Pallas, 1811)                            | Préoccupation mineure                              | Rare/Accidentel   |                      |
|                              | Starique cristatelle Crested auklet Aethia cristatella (Pallas, 1769)                    | Préoccupation mineure                              | Rare/Accidentel   |                      |
|                              | Macareux rhinocéros Rhinoceros auklet Cerorhinca monocerata (Pallas, 1811)               | Préoccupation mineure                              |                   |                      |
|                              | Macareux moine Atlantic puffinAtlantic puffin Fratercula arctica (Linnaeus, 1758)        | Vulnérable                                         |                   |                      |
|                              | Macareux cornu Horned puffin Fratercula corniculata (J.F. Naumann, 1821)                 | Préoccupation mineure                              |                   |                      |
|                              | Macareux huppé Tufted puffin Fratercula cirrhata (Pallas, 1769)                          | Préoccupation mineure                              |                   |                      |

## Columbiformes
| Photo                  | Noms (français / anglais / scientifique)                                            | Statut IUCN           | Notes           | Carte de répartition |
| ---------------------- | ----------------------------------------------------------------------------------- | --------------------- | --------------- | -------------------- |
| Famille des Columbidae |                                                                                     |                       |                 |                      |
|                        | Pigeon biset Rock dove Columba livia Gmelin, 1789                                   | Préoccupation mineure | Introduit       |                      |
|                        | Pigeon ramier Common wood pigeon Columba palumbus Linnaeus, 1758                    | (LC)                  | Rare/Accidentel |                      |
|                        | Pigeon à queue barrée Band-tailed pigeon Patagioenas fasciata (Say, 1823)           | Préoccupation mineure |                 |                      |
|                        | Tourterelle orientale Oriental turtle dove Streptopelia orientalis (Latham, 1790)   | Préoccupation mineure | Rare/Accidentel |                      |
|                        | Tourterelle turque Eurasian collared dove Streptopelia decaocto (Frivaldszky, 1838) | Préoccupation mineure | Introduit       |                      |
|                        | Colombe inca Inca dove Columbina inca (Lesson, 1847)                                | Préoccupation mineure | Rare/Accidentel |                      |
|                        | Colombe à queue noire Common ground dove Columbina passerina (Linnaeus, 1758)       | Préoccupation mineure | Rare/Accidentel |                      |
|                        | Tourte voyageuse Passenger pigeon Ectopistes migratorius (Linnaeus, 1766)           | Préoccupation mineure | Éteint          |                      |
|                        | Tourterelle triste Mourning dove Zenaida macroura (Linnaeus, 1758)                  | Préoccupation mineure |                 |                      |
|                        | Tourterelle à ailes blanches White-winged dove Zenaida asiatica (Linnaeus, 1758)    | Préoccupation mineure | Rare/Accidentel |                      |

## Cuculiformes
| Photo                 | Noms (français / anglais / scientifique)                                        | Statut IUCN           | Notes           | Carte de répartition |
| --------------------- | ------------------------------------------------------------------------------- | --------------------- | --------------- | -------------------- |
| Famille des Cuculidae |                                                                                 |                       |                 |                      |
|                       | Ani à bec cannelé Groove-billed ani Crotophaga sulcirostris                     | Préoccupation mineure | Rare/Accidentel |                      |
|                       | Coulicou à bec jaune Yellow-billed cuckoo Coccyzus americanus (Linnaeus, 1758)  | Préoccupation mineure |                 |                      |
|                       | Coulicou à bec noir Black-billed cuckoo Coccyzus erythropthalmus (Wilson, 1811) | Préoccupation mineure |                 |                      |
|                       | Coucou gris Common cuckoo Cuculus canorus Linnaeus, 1758                        | Préoccupation mineure | Rare/Accidentel |                      |

## Strigiformes
| Photo                 | Noms (français / anglais / scientifique)                                           | Statut IUCN           | Notes | Carte de répartition |
| --------------------- | ---------------------------------------------------------------------------------- | --------------------- | ----- | -------------------- |
| Famille des Tytonidae |                                                                                    |                       |       |                      |
|                       | Effraie d'Amérique American barn owl Tyto furcata (Temminck, 1827)                 | Préoccupation mineure |       |                      |
| Famille des Strigidae |                                                                                    |                       |       |                      |
|                       | Petit-duc nain Flammulated owl Psiloscops flammeolus (Kaup, 1852)                  | Préoccupation mineure |       |                      |
|                       | Petit-duc maculé Eastern screech owl Megascops asio (Linnaeus, 1758)               | Préoccupation mineure |       |                      |
|                       | Petit-duc des montagnes Western screech owl Megascops kennicottii (Elliot, 1867)   | Préoccupation mineure |       |                      |
|                       | Harfang des neiges Snowy owl Bubo scandiacus (Linnaeus, 1758)                      | Vulnérable            |       |                      |
|                       | Grand-duc d'Amérique Great horned owl Bubo virginianus (Gmelin, 1788)              | Préoccupation mineure |       |                      |
|                       | Chouette tachetée Spotted owl Strix occidentalis (Xantus de Vesey, 1860)           | Quasi menacé          |       |                      |
|                       | Chouette rayée Barred owl Strix varia Barton, 1799                                 | Préoccupation mineure |       |                      |
|                       | Chouette lapone Great grey owl Strix nebulosa                                      | Préoccupation mineure |       |                      |
|                       | Épervière boréale Northern hawk-owl Surnia ulula (Linnaeus, 1758)                  | Préoccupation mineure |       |                      |
|                       | Chevêchette des Rocheuses Northern pygmy owl Glaucidium californicum Sclater, 1857 | Préoccupation mineure |       |                      |
|                       | Chevêche des terriers Burrowing owl Athene cunicularia (Molina, 1782)              | Préoccupation mineure |       |                      |
|                       | Nyctale de Tengmalm Boreal owl Aegolius funereus(Linnaeus, 1758)                   | Préoccupation mineure |       |                      |
|                       | Petite Nyctale Northern saw-whet owl Aegolius acadicus (Gmelin, 1788)              | Préoccupation mineure |       |                      |
|                       | Hibou moyen-duc Long-eared owl Asio otus (Linnaeus, 1758)                          | Préoccupation mineure |       |                      |
|                       | Hibou des marais Short-eared owl Asio flammeus (Pontoppidan, 1763)                 | Préoccupation mineure |       |                      |

## Caprimulgiformes
| Photo                     | Noms (français / anglais / scientifique)                                                | Statut IUCN           | Notes           | Carte de répartition |
| ------------------------- | --------------------------------------------------------------------------------------- | --------------------- | --------------- | -------------------- |
| Famille des Caprimulgidae |                                                                                         |                       |                 |                      |
|                           | Engoulevent minime Lesser nighthawk Chordeiles acutipennis (Hermann, 1783)              | Préoccupation mineure | Rare/Accidentel |                      |
|                           | Engoulevent d'Amérique Common nighthawk Chordeiles minor (Forster, 1771)                | Préoccupation mineure |                 |                      |
|                           | Engoulevent de Nuttall Common poorwill Phalaenoptilus nuttallii (Audubon, 1844)         | Préoccupation mineure |                 |                      |
|                           | Engoulevent de Caroline Chuck-will's-widow Antrostomus carolinensis (J.F. Gmelin, 1789) | Préoccupation mineure |                 |                      |
|                           | Engoulevent bois-pourri astern whip-poor-will Antrostomus vociferus (A. Wilson, 1812)   | Préoccupation mineure |                 |                      |
|                           | Engoulevent d'Arizona Mexican whip-poor-will Antrostomus arizonae Brewster, 1881        | Préoccupation mineure | Rare/Accidentel |                      |

## Apodiformes
| Photo                   | Noms (français / anglais / scientifique)                                                          | Statut IUCN           | Notes           | Carte de répartition |
| ----------------------- | ------------------------------------------------------------------------------------------------- | --------------------- | --------------- | -------------------- |
| Famille des Apodidae    |                                                                                                   |                       |                 |                      |
|                         | Martinet sombre American black swift Cypseloides niger (Gmelin, 1789)                             | Préoccupation mineure |                 |                      |
|                         | Martinet à collier blanc White-collared swift Streptoprocne zonaris (Shaw, 1796)                  | Préoccupation mineure | Rare/Accidentel |                      |
|                         | Martinet de Vaux Vaux's swift Chaetura vauxi (Townsend, 1839)                                     | Préoccupation mineure |                 |                      |
|                         | Martinet ramoneur Chimney swift Chaetura pelagica (Linnaeus, 1758)                                | Quasi menacé          |                 |                      |
|                         | Martinet à gorge blanche White-throated swift Aeronautes saxatalis (Woodhouse, 1853)              | Préoccupation mineure |                 |                      |
|                         | Martinet noir Common swift Apus apus (Linnaeus, 1758)                                             | Préoccupation mineure | Rare/Accidentel |                      |
|                         | Martinet de Sibérie Pacific swift Apus pacificus (Latham, 1802)                                   | Préoccupation mineure | Rare/Accidentel |                      |
|                         | Martinet malais House swift Apus nipalensis (Hodgson, 1837)                                       | Préoccupation mineure | Rare/Accidentel |                      |
| Famille des Trochilidae |                                                                                                   |                       |                 |                      |
|                         | Colibri thalassin Mexican violetear Colibri thalassinus (Swainson, 1827)                          | Préoccupation mineure | Rare/Accidentel |                      |
|                         | Colibri circé Broad-billed hummingbird Cynanthus latirostris Swainson, 1827                       | Préoccupation mineure | Rare/Accidentel |                      |
|                         | Colibri à gorge améthyste Amethyst-throated mountaingem Lampornis amethystinus Swainson, 1827     | Préoccupation mineure | Rare/Accidentel |                      |
|                         | Colibri de Xantus Xantus's hummingbird Basilinna xantusii (Lawrence, 1861)                        | Préoccupation mineure | Rare/Accidentel |                      |
|                         | Colibri de Rivoli Rivoli's hummingbird Eugenes fulgens (Swainson, 1827)                           | Préoccupation mineure | Rare/Accidentel |                      |
|                         | Colibri à gorge rubis Ruby-throated hummingbird Archilochus colubris (Linnaeus, 1758)             | Préoccupation mineure |                 |                      |
|                         | Colibri à gorge noire Black-chinned hummingbird Archilochus alexandri (Bourcier et Mulsant, 1846) | Préoccupation mineure |                 |                      |
|                         | Colibri d'Anna Anna's hummingbird Calypte anna (Lesson, 1829)                                     | Préoccupation mineure |                 |                      |
|                         | Colibri de Costa Costa's hummingbird Calypte costae (Bourcier, 1839)                              | Préoccupation mineure | Rare/Accidentel |                      |
|                         | Colibri à queue large Broad-tailed hummingbird Selasphorus platycercus (Swainson, 1827)           | Préoccupation mineure | Rare/Accidentel |                      |
|                         | Colibri roux Rufous hummingbird Selasphorus rufus (J. F. Gmelin, 1788)                            | Préoccupation mineure |                 |                      |
|                         | Colibri calliope Calliope hummingbird Selasphorus calliope (Gould, 1847)                          | Préoccupation mineure |                 |                      |

## Coraciiformes
| Photo                   | Noms (français / anglais / scientifique)                                       | Statut IUCN           | Notes | Carte de répartition |
| ----------------------- | ------------------------------------------------------------------------------ | --------------------- | ----- | -------------------- |
| Famille des Alcedinidae |                                                                                |                       |       |                      |
|                         | Martin-pêcheur d'Amérique Belted kingfisher Megaceryle alcyon (Linnaeus, 1758) | Préoccupation mineure |       |                      |

## Piciformes
| Photo               | Noms (français / anglais / scientifique)                                              | Statut IUCN           | Notes           | Carte de répartition |
| ------------------- | ------------------------------------------------------------------------------------- | --------------------- | --------------- | -------------------- |
| Famille des Picidae |                                                                                       |                       |                 |                      |
|                     | Pic de Lewis Lewis's woodpecker Melanerpes lewis (Gray, 1849)                         | Préoccupation mineure |                 |                      |
|                     | Pic à tête rouge Red-headed woodpecker Melanerpes erythrocephalus (Linnaeus, 1758)    | Menacé                |                 |                      |
|                     | Pic glandivore Acorn woodpecker Melanerpes formicivorus (Swainson, 1827)              | Préoccupation mineure | Rare/Accidentel |                      |
|                     | Pic à ventre roux Red-bellied woodpecker Melanerpes carolinus (Linnaeus, 1758)        | Préoccupation mineure |                 |                      |
|                     | Pic de Williamson Williamson's sapsucker Sphyrapicus thyroideus (Cassin, 1852)        | Préoccupation mineure |                 |                      |
|                     | Pic maculé Yellow-bellied sapsucker Sphyrapicus varius (Linnaeus, 1766)               | Préoccupation mineure |                 |                      |
|                     | Pic à nuque rouge Red-naped sapsucker Sphyrapicus nuchalis Baird, 1858                | Préoccupation mineure |                 |                      |
|                     | Pic à poitrine rouge Red-breasted sapsucker Sphyrapicus ruber (Gmelin, 1788)          | Préoccupation mineure |                 |                      |
|                     | Pic à dos rayé American three-toed woodpecker Picoides dorsalis Baird, 1858           | Préoccupation mineure |                 |                      |
|                     | Pic à dos noir Black-backed woodpecker Picoides arcticus (Swainson, 1832)             | Préoccupation mineure |                 |                      |
|                     | Pic mineur Downy woodpecker Dryobates pubescens (Linnaeus, 1766)                      | Préoccupation mineure |                 |                      |
|                     | Pic chevelu Hairy woodpecker Leuconotopicus villosus (Linnaeus, 1766)                 | Préoccupation mineure |                 |                      |
|                     | Pic à tête blanche White-headed woodpecker Leuconotopicus albolarvatus (Cassin, 1850) | Préoccupation mineure |                 |                      |
|                     | Pic flamboyant Northern flicker Colaptes auratus (Linnaeus, 1758)                     | Préoccupation mineure |                 |                      |
|                     | Grand Pic Pileated woodpecker Dryocopus pileatus (Linnaeus, 1758)                     | Préoccupation mineure |                 |                      |

## Falconiformes
| Photo                  | Noms (français / anglais / scientifique)                                     | Statut IUCN           | Notes           | Carte de répartition |
| ---------------------- | ---------------------------------------------------------------------------- | --------------------- | --------------- | -------------------- |
| Famille des Falconidae |                                                                              |                       |                 |                      |
|                        | Caracara du Nord Northern crested caracara Caracara cheriway (Jacquin, 1784) | Préoccupation mineure | Rare/Accidentel |                      |
|                        | Faucon crécerelle Common kestrel Falco tinnunculus Linnaeus, 1758            | Préoccupation mineure | Rare/Accidentel |                      |
|                        | Crécerelle d'Amérique American kestrel Falco sparverius Linnaeus, 1758       | Préoccupation mineure |                 |                      |
|                        | Faucon émerillon Merlin Falco columbarius Linnaeus, 1758                     | Préoccupation mineure |                 |                      |
|                        | Faucon hobereau Eurasian hobby Falco subbuteo Linnaeus, 1758                 | Préoccupation mineure | Rare/Accidentel |                      |
|                        | Faucon gerfaut Gyrfalcon Falco rusticolus Linnaeus, 1758                     | Préoccupation mineure |                 |                      |
|                        | Faucon des prairies Prairie falcon Falco mexicanus Schlegel, 1850            | Préoccupation mineure |                 |                      |
|                        | Faucon pèlerin Peregrine falcon Falco peregrinus Tunstall, 1771              | Préoccupation mineure |                 |                      |

## Passeriformes
| Photo                               | Noms (français / anglais / scientifique)                                                              | Statut IUCN                     | Notes           | Carte de répartition |
| ----------------------------------- | --- | ------------------------------- | --------------- | -------------------- |
| Famille des Tyrannidae              | |                                 |                 |                      |
|                                     | Moucherolle phébi Eastern phoebe Sayornis phoebe (Latham, 1790)                                       | Préoccupation mineure           |                 |                      |
|                                     | Moucherolle noir Black phoebe Sayornis nigricans (Swainson, 1827)                                     | Préoccupation mineure           | Rare/Accidentel |                      |
|                                     | Moucherolle à ventre roux Say's phoebe Sayornis saya (Bonaparte, 1825)                                | Préoccupation mineure           |                 |                      |
|                                     | Moucherolle à côtés olive Olive-sided flycatcher Contopus cooperi (Nuttall, 1831)                     | Menacé                          |                 |                      |
|                                     | Pioui de l'Ouest Western wood pewee Contopus sordidulus Sclater, 1859                                 | Préoccupation mineure           |                 |                      |
|                                     | Pioui de l'Est Eastern wood pewee Contopus virens (Linnaeus, 1766)                                    | Préoccupation mineure           |                 |                      |
|                                     | Moucherolle à ventre jaune Yellow-bellied flycatcher Empidonax flaviventris (Baird & Baird, 1843)     | Préoccupation mineure           |                 |                      |
|                                     | Moucherolle vert Acadian Flycatcher Empidonax virescens (Vieillot, 1818)                              | Préoccupation mineure           |                 |                      |
|                                     | Moucherolle des saules Willow flycatcher Empidonax traillii (Audubon, 1828)                           | Préoccupation mineure           |                 |                      |
|                                     | Moucherolle des aulnes Alder flycatcher Empidonax alnorum Brewster, 1895                              | Préoccupation mineure           |                 |                      |
|                                     | Moucherolle tchébec Least flycatcher Empidonax minimus (Baird & Baird, 1843)                          | Préoccupation mineure           |                 |                      |
|                                     | Moucherolle de Hammond Hammond's flycatcher Empidonax hammondii (Xantus de Vesey, 1858)               | Préoccupation mineure           |                 |                      |
|                                     | Moucherolle sombre American dusky flycatcher Empidonax oberholseri Phillips, 1939                     | Préoccupation mineure           |                 |                      |
|                                     | Moucherolle gris American gray flycatcher Empidonax wrightii Baird, 1858                              | Préoccupation mineure           |                 |                      |
|                                     | Moucherolle côtier Pacific-slope flycatcher Empidonax difficilis Baird, 1858                          | Préoccupation mineure           |                 |                      |
|                                     | Moucherolle des ravins Cordilleran flycatcher Empidonax occidentalis Nelson, 1897                     | Préoccupation mineure           |                 |                      |
|                                     | Moucherolle vermillon Vermilion flycatcher Pyrocephalus obscurus                                      | Préoccupation mineure           | Rare/Accidentel |                      |
|                                     | Tyran tigré Sulphur-bellied flycatcher Myiodynastes luteiventris Sclater, 1859                        | Préoccupation mineure           | Rare/Accidentel |                      |
|                                     | Tyran tacheté Variegated flycatcher Empidonomus varius (Vieillot, 1818)                               | Préoccupation mineure           | Rare/Accidentel |                      |
|                                     | Tyran mélancolique Tropical kingbird Tyrannus melancholicus Vieillot, 1819                            | Préoccupation mineure           | Rare/Accidentel |                      |
|                                     | Tyran de Cassin Cassin's kingbird Tyrannus vociferans Swainson, 1826                                  | Préoccupation mineure           | Rare/Accidentel |                      |
|                                     | Tyran à bec épais Thick-billed Kingbird yrannus crassirostris (Swainson, 1826)                        | Préoccupation mineure           | Rare/Accidentel |                      |
|                                     | Tyran de l'Ouest Western kingbird Tyrannus verticalis Say, 1823                                       | Préoccupation mineure           |                 |                      |
|                                     | Tyran à longue queue Scissor-tailed flycatcher Tyrannus forficatus (Gmelin, 1789)                     | Préoccupation mineure           | Rare/Accidentel |                      |
|                                     | Tyran des savanes Fork-tailed flycatcher Tyrannus savana Daudin, 1802                                 | Préoccupation mineure           | Rare/Accidentel |                      |
|                                     | Tyran tritri Eastern kingbird Tyrannus tyrannus (Linnaeus, 1758)                                      | Préoccupation mineure           |                 |                      |
|                                     | Tyran gris Gray kingbird Tyrannus dominicensis (Gmelin, 1788)                                         | Préoccupation mineure           | Rare/Accidentel |                      |
|                                     | Tyran à gorge cendrée Ash-throated flycatcher Myiarchus cinerascens (Lawrence, 1851)                  | Préoccupation mineure           | Rare/Accidentel |                      |
|                                     | Tyran huppé Great crested flycatcher Myiarchus crinitus (Linnaeus, 1758)                              | Préoccupation mineure           |                 |                      |
| Famille des Laniidae                | |                                 |                 |                      |
|                                     | Pie-grièche brune Brown shrike Lanius cristatus Linnaeus, 1758                                        | Préoccupation mineure           | Rare/Accidentel |                      |
|                                     | Pie-grièche migratrice Loggerhead shrike Lanius ludovicianus Linnaeus, 1766                           | Menacé                          |                 |                      |
|                                     | Pie-grièche boréale Northern shrike Lanius borealis Vieillot, 1808                                    | Préoccupation mineure           |                 |                      |
| Famille des Vireonidae              | |                                 |                 |                      |
|                                     | Viréo aux yeux blancs White-eyed vireo Vireo griseus (Boddaert, 1783)                                 | Préoccupation mineure           |                 |                      |
|                                     | Viréo de Bell Bell's vireo Vireo bellii (Audubon, 1844)                                               | Menacé                          | Rare/Accidentel |                      |
|                                     | Viréo à tête noire Black-capped vireo Vireo atricapilla                                               | Vulnérable                      | Rare/Accidentel |                      |
|                                     | Viréo à gorge jaune Yellow-throated vireo Vireo flavifrons Vieillot, 1808                             | Préoccupation mineure           |                 |                      |
|                                     | Viréo plombé Plumbeous vireo Vireo plumbeus Coues, 1866                                               | Préoccupation mineure           | Rare/Accidentel |                      |
|                                     | Viréo de Cassin Cassin's vireo Vireo cassinii Xantus de Vesey, 1858                                   | Préoccupation mineure           |                 |                      |
|                                     | Viréo à tête bleue Blue-headed vireo Vireo solitarius (Wilson, 1810)                                  | Préoccupation mineure           |                 |                      |
|                                     | Viréo de Hutton Hutton's vireo Vireo huttoni Cassin, 1851                                             | Préoccupation mineure           |                 |                      |
|                                     | Viréo mélodieux Warbling vireo Vireo gilvus (Vieillot, 1808)                                          | Préoccupation mineure           |                 |                      |
|                                     | Viréo de Philadelphie Philadelphia vireo Vireo philadelphicus (Cassin, 1851)                          | Préoccupation mineure           |                 |                      |
|                                     | Viréo aux yeux rouges Red-eyed vireo Vireo olivaceus (Linnaeus, 1766)                                 | Préoccupation mineure           |                 |                      |
|                                     | Viréo jaune-verdâtre Yellow-green Vireo Vireo flavoviridis                                            | Préoccupation mineure           | Rare/Accidentel |                      |
| Famille des Corvidae                | |                                 |                 |                      |
|                                     | Mésangeai du Canada Grey jay Perisoreus canadensis (Linnaeus, 1766)                                   | Préoccupation mineure           |                 |                      |
|                                     | Geai bleu Blue jay Cyanocitta cristata (Linnaeus, 1758)                                               | Préoccupation mineure           |                 |                      |
|                                     | Geai de Steller Steller's jay Cyanocitta stelleri (Gmelin, 1788)                                      | Préoccupation mineure           |                 |                      |
|                                     | Geai buissonnier California scrub jay Aphelocoma californica (Vigors, 1839)                           | Préoccupation mineure           | Rare/Accidentel |                      |
|                                     | Geai de Woodhouse Woodhouse's scrub jay Aphelocoma woodhouseii (SF Baird, 1858)                       | Préoccupation mineure           | Rare/Accidentel |                      |
|                                     | Geai des pinèdes Pinyon jay Gymnorhinus cyanocephalus Wied-Neuwied, 1841                              | Vulnérable                      | Rare/Accidentel |                      |
|                                     | Pie d'Amérique Black-billed magpie Pica hudsonia (Sabine, 1823)                                       | Préoccupation mineure           |                 |                      |
|                                     | Cassenoix d'Amérique Nucifraga columbiana (Wilson, 1811)                                              | Préoccupation mineure           |                 |                      |
|                                     | Choucas des tours Western jackdaw Coloeus monedula (Linnaeus, 1758)                                   | Préoccupation mineure           | Rare/Accidentel |                      |
|                                     | Corneille d'Amérique American crow Corvus brachyrhynchos Brehm, 1822                                  | Préoccupation mineure           |                 |                      |
|                                     | Corneille d'Alaska Northwestern crow Corvus caurinus Baird, 1858                                      | Préoccupation mineure           |                 |                      |
|                                     | Corneille de rivage Fish crow Corvus ossifragus Wilson, 1812                                          | Préoccupation mineure           | Rare/Accidentel |                      |
|                                     | Grand Corbeau Common raven Corvus corax Linnaeus, 1758                                                | Préoccupation mineure           |                 |                      |
|                                     | Corbeau à cou blanc Chihuahuan raven Corvus cryptoleucus Couch, 1854                                  | Préoccupation mineure           | Rare/Accidentel |                      |
| Famille des Bombycillidae           | |                                 |                 |                      |
|                                     | Jaseur boréal Bohemian waxwing Bombycilla garrulus (Linnaeus, 1758)                                   | Préoccupation mineure           |                 |                      |
|                                     | Jaseur d'Amérique Cedar Waxwing Bombycilla cedrorum Vieillot, 1808                                    | Préoccupation mineure           |                 |                      |
| Famille des Ptiliogonatidae         | |                                 |                 |                      |
|                                     | Phénopèple luisant Phainopepla Phainopepla nitens (Swainson, 1838)                                    | Préoccupation mineure           | Rare/Accidentel |                      |
| Famille des Paridae                 | |                                 |                 |                      |
|                                     | Mésange bicolore Tufted Titmouse Baeolophus bicolor (Linnaeus, 1766)                                  | Préoccupation mineure           |                 |                      |
|                                     | Mésange de Caroline Carolina chickadee Poecile carolinensis (Audubon, 1834)                           | Préoccupation mineure           | Rare/Accidentel |                      |
|                                     | Mésange à tête noire Black-capped chickadee Poecile atricapillus (Linnaeus, 1766)                     | Préoccupation mineure           |                 |                      |
|                                     | Mésange de Gambel Mountain chickadee Poecile gambeli (Ridgway, 1886)                                  | Préoccupation mineure           |                 |                      |
|                                     | Mésange lapone Grey-headed chickadee Poecile cinctus (Boddaert, 1783)                                 | Préoccupation mineure           |                 |                      |
|                                     | Mésange à tête brune Boreal chickadee Poecile hudsonicus (Forster, 1772)                              | Préoccupation mineure           |                 |                      |
|                                     | Mésange à dos marron Chestnut-backed chickadee Poecile rufescens (Townsend, 1837)                     | Préoccupation mineure           |                 |                      |
| Famille des Alaudidae Linnaeus 1758 | |                                 |                 |                      |
|                                     | Alouette des champs Eurasian skylark Alauda arvensis                                                  | Préoccupation mineure           |                 |                      |
|                                     | Alouette hausse-col Horned lark Eremophila alpestris (Linnaeus, 1758)                                 | Préoccupation mineure           |                 |                      |
| Famille des Hirundinidae            | |                                 |                 |                      |
|                                     | Hirondelle de rivage Sand martin Riparia riparia (Linnaeus, 1758)                                     | Préoccupation mineure           |                 |                      |
|                                     | Hirondelle bicolore Tree swallow Tachycineta bicolor (Vieillot, 1808)                                 | Préoccupation mineure           |                 |                      |
|                                     | Hirondelle à face blanche Violet-green swallow Tachycineta thalassina (Swainson, 1827)                | Préoccupation mineure           |                 |                      |
|                                     | Hirondelle noire Purple martin Progne subis (Linnaeus, 1758)                                          | Préoccupation mineure           |                 |                      |
|                                     | Hirondelle à ailes hérissées Northern rough-winged swallow Stelgidopteryx serripennis (Audubon, 1838) | Préoccupation mineure           |                 |                      |
|                                     | Hirondelle rustique Barn swallow Hirundo rustica Linnaeus, 1758                                       | Préoccupation mineure           |                 |                      |
|                                     | Hirondelle à front blanc American cliff swallow Petrochelidon pyrrhonota (Vieillot, 1817)             | Préoccupation mineure           |                 |                      |
|                                     | Hirondelle à front brun Cave swallow Petrochelidon fulva (Vieillot, 1807)                             | Préoccupation mineure           | Rare/Accidentel |                      |
| Famille des Aegithalidae            | |                                 |                 |                      |
|                                     | Mésange buissonnière American bushtit Psaltriparus minimus (Townsend, 1837)                           | Préoccupation mineure           |                 |                      |
| Famille des Phylloscopidae          | |                                 |                 |                      |
|                                     | Pouillot boréal Arctic warbler Phylloscopus borealis (Blasius, 1858)                                  | Préoccupation mineure           | Rare/Accidentel |                      |
| Famille des Regulidae               | |                                 |                 |                      |
|                                     | Roitelet à couronne dorée Golden-crowned kinglet Regulus satrapa Lichtenstein, 1823                   | Préoccupation mineure           |                 |                      |
|                                     | Roitelet à couronne rubis Ruby-crowned kinglet Regulus calendula (Linnaeus, 1766)                     | Préoccupation mineure           |                 |                      |
| Famille des Troglodytidae           | |                                 |                 |                      |
|                                     | Troglodyte des rochers Rock wren Salpinctes obsoletus (Say, 1823)                                     | Préoccupation mineure           |                 |                      |
|                                     | Troglodyte des canyons Canyon wren Catherpes mexicanus (Swainson, 1829)                               | Préoccupation mineure           |                 |                      |
|                                     | Troglodyte à bec court Sedge wren Cistothorus platensis (Latham, 1790)                                | Préoccupation mineure           |                 |                      |
|                                     | Troglodyte des marais Marsh wren Cistothorus palustris (Wilson, 1810)                                 | Préoccupation mineure           |                 |                      |
|                                     | Troglodyte de Bewick Bewick's wren Thryomanes bewickii (Audubon, 1827)                                | Préoccupation mineure           |                 |                      |
|                                     | Troglodyte de Caroline Carolina wren Thryothorus ludovicianus (Latham, 1790)                          | Préoccupation mineure           |                 |                      |
|                                     | Troglodyte des forêts Winter wren Troglodytes hiemalis (Vieillot, 1819)                               | Préoccupation mineure           |                 |                      |
|                                     | Troglodyte de Baird Pacific wren Troglodytes pacificus Baird, 1864                                    | Préoccupation mineure           |                 |                      |
|                                     | Troglodyte familier House wren Troglodytes aedon Vieillot, 1809                                       | Préoccupation mineure           |                 |                      |
| Famille des Polioptilidae           | |                                 |                 |                      |
|                                     | Gobemoucheron gris-bleu Blue-gray gnatcatcher Polioptila caerulea (Linnaeus, 1766)                    | Préoccupation mineure           |                 |                      |
| Famille des Sittidae                | |                                 |                 |                      |
|                                     | Sittelle pygmée Pygmy nuthatch Sitta pygmaea Vigors, 1839                                             | Préoccupation mineure           |                 |                      |
|                                     | Sittelle à poitrine rousse Red-breasted nuthatch Sitta canadensis Linnaeus, 1766                      | Préoccupation mineure           |                 |                      |
|                                     | Sittelle à poitrine blanche White-breasted nuthatch Sitta carolinensis Latham, 1790                   | Préoccupation mineure           |                 |                      |
| Famille des Certhiidae              | |                                 |                 |                      |
|                                     | Grimpereau brun Brown creeper Certhia americana Bonaparte, 1838                                       | Préoccupation mineure           |                 |                      |
| Famille des Mimidae                 | |                                 |                 |                      |
|                                     | Moqueur chat Gray catbird Dumetella carolinensis (Linnaeus, 1766)                                     | Préoccupation mineure           |                 |                      |
|                                     | Moqueur polyglotte Northern mockingbird Mimus polyglottos (Linnaeus, 1758)                            | Préoccupation mineure           |                 |                      |
|                                     | Moqueur des armoises Sage thrasher Oreoscoptes montanus (Townsend, 1837)                              | Préoccupation mineure           |                 |                      |
|                                     | Moqueur roux Brown thrasher Toxostoma rufum (Linnaeus, 1758)                                          | Préoccupation mineure           |                 |                      |
|                                     | Moqueur de Bendire Bendire's thrasher Toxostoma bendirei (Coues, 1873)                                | Vulnérable                      | Rare/Accidentel |                      |
|                                     | Moqueur à bec courbe Curve-billed thrasher Toxostoma curvirostre (Swainson, 1827)                     | Préoccupation mineure           | Rare/Accidentel |                      |
| Famille des Sturnidae               | |                                 |                 |                      |
|                                     | Martin huppé Crested myna Acridotheres cristatellus (Linnaeus, 1758)                                  | Préoccupation mineure           | Extirpé         |                      |
|                                     | Étourneau sansonnet Common starling Sturnus vulgaris Linnaeus, 1758                                   | Préoccupation mineure           | Introduit       |                      |
| Famille des Turdidae                | |                                 |                 |                      |
|                                     | Grive à collier Varied thrush Ixoreus naevius (Gmelin, 1789)                                          | Préoccupation mineure           |                 |                      |
|                                     | Merlebleu de l'Est Eastern bluebird Sialia sialis (Linnaeus, 1758)                                    | Préoccupation mineure           |                 |                      |
|                                     | Merlebleu de l'Ouest Western bluebird Sialia mexicana Swainson, 1832                                  | Préoccupation mineure           |                 |                      |
|                                     | Merlebleu azuré Mountain bluebird Sialia currucoides (Bechstein, 1798)                                | Préoccupation mineure           |                 |                      |
|                                     | Solitaire de Townsend Townsend's solitaire Myadestes townsendi (Audubon, 1838)                        | Préoccupation mineure           |                 |                      |
|                                     | Grive fauve Veery Catharus fuscescens (Stephens, 1817)                                                | Préoccupation mineure           |                 |                      |
|                                     | Grive à joues grises Grey-cheeked thrush Catharus minimus (Lafresnaye, 1848)                          | Préoccupation mineure           |                 |                      |
|                                     | Grive de Bicknell Bicknell's thrush Catharus bicknelli (Ridgway, 1882)                                | Vulnérable                      |                 |                      |
|                                     | Grive à dos olive Swainson's thrush Catharus ustulatus (Nuttall, 1840)                                | Préoccupation mineure           |                 |                      |
|                                     | Grive solitaire Hermit thrush Catharus guttatus (Pallas, 1811)                                        | Préoccupation mineure           |                 |                      |
|                                     | Grive des bois Wood thrush Hylocichla mustelina (Gmelin, 1789)                                        | Quasi menacé                    |                 |                      |
|                                     | Merle noir Common blackbird Turdus merula Linnaeus, 1758                                              | Préoccupation mineure           | Rare/Accidentel |                      |
|                                     | Grive à ailes rousses Dusky thrush Turdus eunomus Temminck, 1831                                      | Préoccupation mineure           | Rare/Accidentel |                      |
|                                     | Grive litorne Fieldfare Turdus pilaris Linnaeus, 1758                                                 | Préoccupation mineure           | Rare/Accidentel |                      |
|                                     | Grive mauvis Redwing Turdus iliacus Linnaeus, 1758                                                    | Quasi menacé                    | Rare/Accidentel |                      |
|                                     | Grive musicienne Song thrush Turdus philomelos Brehm, 1831                                            | Préoccupation mineure           | Rare/Accidentel |                      |
|                                     | Grive draine Mistle thrush Turdus viscivorus Linnaeus, 1758                                           | Préoccupation mineure           | Rare/Accidentel |                      |
|                                     | Merle d'Amérique American robin Turdus migratorius Linnaeus, 1766                                     | Préoccupation mineure           |                 |                      |
| Famille des Muscicapidae            | |                                 |                 |                      |
|                                     | Rossignol bleu Siberian blue robin Larvivora cyane (Pallas, 1776)                                     | Préoccupation mineure           | Rare/Accidentel |                      |
|                                     | Gorgebleue à miroir Bluethroat Luscinia svecica (Linnaeus, 1758)                                      | Préoccupation mineure           |                 |                      |
|                                     | Rossignol calliope Siberian rubythroat Calliope calliope (Pallas, 1776)                               | Préoccupation mineure           | Rare/Accidentel |                      |
|                                     | Rossignol à flancs roux Red-flanked bluetail Tarsiger cyanurus (Pallas, 1773)                         | Préoccupation mineure           | Rare/Accidentel |                      |
|                                     | Monticole merle-bleu Blue rock thrush Monticola solitarius (Linnaeus, 1758)                           | Préoccupation mineure           | Rare/Accidentel |                      |
|                                     | Tarier de Sibérie Siberian stonechat Saxicola maurus (Pallas, 1773)                                   | Préoccupation mineure           | Rare/Accidentel |                      |
|                                     | Traquet motteux Northern wheatear Oenanthe oenanthe (Linnaeus, 1758)                                  | Préoccupation mineure           |                 |                      |
| Famille des Cinclidae               | |                                 |                 |                      |
|                                     | Cincle d'Amérique American dipper Cinclus mexicanus Swainson, 1827                                    | Préoccupation mineure           |                 |                      |
| Famille des Passeridae              | |                                 |                 |                      |
|                                     | Moineau domestique House sparrow Passer domesticus (Linnaeus, 1758)                                   | Préoccupation mineure           |                 |                      |
|                                     | Moineau friquet Eurasian tree sparrow Passer montanus (Linnaeus, 1758)                                | Introduit                       | Rare/Accidentel |                      |
| Famille des Prunellidae             | |                                 |                 |                      |
|                                     | Accenteur montanelle Siberian accentor Prunella montanella (Pallas, 1776)                             | Préoccupation mineure           | Rare/Accidentel |                      |
| Famille des Motacillidae            | |                                 |                 |                      |
|                                     | Bergeronnette de Béringie Eastern yellow wagtail Motacilla tschutschensis Gmelin, 1789                | Préoccupation mineure           | Rare/Accidentel |                      |
|                                     | Bergeronnette citrine Citrine wagtail Motacilla citreola Pallas, 1776                                 | Préoccupation mineure           | Rare/Accidentel |                      |
|                                     | Bergeronnette des ruisseaux Grey wagtail Motacilla cinerea Tunstall, 1771                             | Préoccupation mineure           | Rare/Accidentel |                      |
|                                     | Bergeronnette grise White wagtail Motacilla alba Linnaeus, 1758                                       | Préoccupation mineure           | Rare/Accidentel |                      |
|                                     | Pipit à gorge rousse Red-throated pipit Anthus cervinus (Pallas, 1811)                                | Préoccupation mineure           | Rare/Accidentel |                      |
|                                     | Pipit d'Amérique Buff-bellied pipit Anthus rubescens (Tunstall, 1771)                                 | Préoccupation mineure           |                 |                      |
|                                     | Pipit de Sprague Sprague's pipit Anthus spragueii (Audubon, 1844)                                     | Vulnérable                      |                 |                      |
| Famille des Fringillidae            | |                                 |                 |                      |
|                                     | Pinson des arbres Common chaffinch Fringilla coelebs Linnaeus, 1758                                   | Préoccupation mineure           | Rare/Accidentel |                      |
|                                     | Pinson du Nord Brambling Fringilla montifringilla Linnaeus, 1758                                      | Préoccupation mineure           | Rare/Accidentel |                      |
|                                     | Gros-bec errant Evening grosbeak Hesperiphona vespertina (Cooper, 1825)                               | Préoccupation mineure           |                 |                      |
|                                     | Durbec des sapins Pine grosbeak Pinicola enucleator (Linnaeus, 1758)                                  | Préoccupation mineure           |                 |                      |
|                                     | Roselin à tête grise Gray-crowned rosy finch Leucosticte tephrocotis (Swainson, 1832)                 | Préoccupation mineure           |                 |                      |
|                                     | Roselin pourpré Purple finch Haemorhous purpureus (Gmelin, 1789)                                      | Préoccupation mineure           |                 |                      |
|                                     | Roselin de Cassin Cassin's finch Haemorhous cassinii (Baird, 1854)                                    | Quasi menacé                    |                 |                      |
|                                     | Roselin familier House finch Haemorhous mexicanus (Statius Müller, 1776)                              | Préoccupation mineure           |                 |                      |
|                                     | Verdier de Chine Grey-capped greenfinch Chloris sinica (Linnaeus, 1766)                               | Préoccupation mineure           | Rare/Accidentel |                      |
|                                     | Sizerin flammé Common redpoll Acanthis flammea (Linnaeus, 1758)                                       | Préoccupation mineure           |                 |                      |
|                                     | Sizerin blanchâtre Arctic redpoll Acanthis hornemanni (Holbøll, 1843)                                 | Préoccupation mineure           |                 |                      |
|                                     | Bec-croisé des sapins Red crossbill Loxia curvirostra Linnaeus, 1758                                  | Préoccupation mineure           |                 |                      |
|                                     | Bec-croisé bifascié Two-barred crossbill Loxia leucoptera Gmelin, 1789                                | Préoccupation mineure           |                 |                      |
|                                     | Chardonneret jaune American goldfinch Spinus tristis (Linnaeus, 1758)                                 | Préoccupation mineure           |                 |                      |
|                                     | Chardonneret mineur Lesser goldfinch Spinus psaltria (Say, 1823)                                      | Préoccupation mineure           | Rare/Accidentel |                      |
|                                     | Tarin des pins Pine siskin Spinus pinus (Wilson, 1810)                                                | Préoccupation mineure           |                 |                      |
| Famille des Calcariidae             | |                                 |                 |                      |
|                                     | Plectrophane de McCown McCown's longspur Rhynchophanes mccownii (Lawrence, 1851)                      | Préoccupation mineure           |                 |                      |
|                                     | Plectrophane lapon Lapland longspur Calcarius lapponicus (Linnaeus, 1758)                             | Préoccupation mineure           |                 |                      |
|                                     | Plectrophane de Smith Smith's longspur Calcarius pictus (Swainson, 1832)                              | Préoccupation mineure           |                 |                      |
|                                     | Plectrophane à ventre noir Chestnut-collared longspur Calcarius ornatus (Townsend, 1837)              | Vulnérable                      |                 |                      |
|                                     | Bruant des neiges Snow bunting Plectrophenax nivalis (Linnaeus, 1758)                                 | Préoccupation mineure           |                 |                      |
|                                     | Plectrophane blanc McKay's bunting Plectrophenax hyperboreus Ridgway, 1884                            | Préoccupation mineure           | Rare/Accidentel |                      |
| Famille des Emberizidae             | |                                 |                 |                      |
|                                     | Bruant nain Little bunting Emberiza pusilla Pallas, 1776                                              | Préoccupation mineure           | Rare/Accidentel |                      |
|                                     | Bruant rustique Rustic bunting Emberiza rustica Pallas, 1776                                          | Vulnérable                      | Rare/Accidentel |                      |
|                                     | Bruant auréole Yellow-breasted bunting Emberiza aureola Pallas, 1773                                  | En danger critique d'extinction | Rare/Accidentel |                      |
| Famille des Passerellidae           | |                                 |                 |                      |
|                                     | Bruant noir et blanc Lark bunting Calamospiza melanocorys Stejneger, 1885                             | Préoccupation mineure           |                 |                      |
|                                     | Bruant fauve Fox sparrow Passerella iliaca (Merrem, 1786)                                             | Préoccupation mineure           |                 |                      |
|                                     | Bruant fuligineux Sooty fox sparrow Passerella unalaschcensis (Gmelin, 1789)                          | Préoccupation mineure           |                 |                      |
|                                     | Bruant ardoisé Slate-colored fox sparrow Passerella schistacea Baird, 1858                            | Préoccupation mineure           |                 |                      |
|                                     | Bruant chanteur Song sparrow Melospiza melodia (Wilson, 1810)                                         | Préoccupation mineure           |                 |                      |
|                                     | Bruant de Lincoln Lincoln's sparrow Melospiza lincolnii (Audubon, 1834)                               | Préoccupation mineure           |                 |                      |
|                                     | Bruant des marais Swamp sparrow Melospiza georgiana (Latham, 1790)                                    | Préoccupation mineure           |                 |                      |
|                                     | Bruant à face noire Harris's sparrow Zonotrichia querula (Nuttall, 1840)                              | Nicheur endémique               |                 |                      |
|                                     | Bruant à couronne blanche White-crowned sparrow Zonotrichia leucophrys (Forster, 1772)                | Préoccupation mineure           |                 |                      |
|                                     | Bruant à gorge blanche White-throated sparrow Zonotrichia albicollis (Gmelin, 1789)                   | Préoccupation mineure           |                 |                      |
|                                     | Bruant à couronne dorée Golden-crowned sparrow Zonotrichia atricapilla (Gmelin, 1789)                 | Préoccupation mineure           |                 |                      |
|                                     | Junco ardoisé Dark-eyed junco Junco hyemalis (Linnaeus, 1758                                          | Préoccupation mineure           |                 |                      |
|                                     | Bruant des prés Savannah sparrow Passerculus sandwichensis (Gmelin, 1789)                             | Préoccupation mineure           |                 |                      |
|                                     | Bruant maritime Seaside sparrow Ammodramus maritimus (Wilson, 1811)                                   | Préoccupation mineure           | Rare/Accidentel |                      |
|                                     | Bruant de Nelson Nelson's sparrow Ammodramus nelsoni Allen, 1875                                      | Préoccupation mineure           |                 |                      |
|                                     | Bruant de Le Conte LeConte's sparrow Ammodramus leconteii (Audubon, 1844)                             | Préoccupation mineure           |                 |                      |
|                                     | Bruant de Baird Baird's sparrow Ammodramus bairdii (Audubon, 1844)                                    | Préoccupation mineure           |                 |                      |
|                                     | Bruant de Henslow Henslow's sparrow Ammodramus henslowii (Audubon, 1829)                              | Quasi menacé                    |                 |                      |
|                                     | Bruant sauterelle Grasshopper sparrow Ammodramus savannarum (J.F. Gmelin, 1789)                       | Préoccupation mineure           |                 |                      |
|                                     | Bruant hudsonien American tree sparrow Spizelloides arborea (Wilson, 1810)                            | Préoccupation mineure           |                 |                      |
|                                     | Bruant familier Chipping sparrow Spizella passerina (Bechstein, 1798)                                 | Préoccupation mineure           |                 |                      |
|                                     | Bruant des champs Field sparrow Spizella pusilla (Wilson, 1810)                                       | Préoccupation mineure           |                 |                      |
|                                     | Bruant des plaines Clay-colored sparrow Spizella pallida (Swainson, 1832)                             | Préoccupation mineure           |                 |                      |
|                                     | Bruant de Brewer Brewer's sparrow Spizella breweri Cassin, 1856                                       | Préoccupation mineure           |                 |                      |
|                                     | Bruant vespéral Vesper sparrow Pooecetes gramineus (J.F. Gmelin, 1789)                                | Préoccupation mineure           |                 |                      |
|                                     | Bruant à joues marron Lark sparrow Chondestes grammacus (Say, 1823)                                   | Préoccupation mineure           |                 |                      |
|                                     | Bruant à gorge noire Black-throated sparrow Amphispiza bilineata (Cassin, 1850)                       | Préoccupation mineure           | Rare/Accidentel |                      |
|                                     | Bruant des armoises Sagebrush sparrow Artemisiospiza nevadensis (Ridgway, 1874)                       | Préoccupation mineure           | Rare/Accidentel |                      |
|                                     | Bruant de Bell Bell's sparrow Artemisiospiza belli (Cassin, 1850)                                     | Préoccupation mineure           | Rare/Accidentel |                      |
|                                     | Bruant de Cassin Cassin's sparrow Peucaea cassinii (Woodhouse, 1852)                                  | Préoccupation mineure           | Rare/Accidentel |                      |
|                                     | Bruant des pinèdes Bachman's sparrow Peucaea aestivalis                                               | Quasi menacé                    | Rare/Accidentel |                      |
|                                     | Tohi à queue verte Green-tailed towhee Pipilo chlorurus (Audubon, 1839)                               | Préoccupation mineure           | Rare/Accidentel |                      |
|                                     | Tohi tacheté Spotted towhee Pipilo maculatus Swainson, 1827                                           | Préoccupation mineure           |                 |                      |
|                                     | Tohi à flancs roux Eastern towhee Pipilo erythrophthalmus (Linnaeus, 1758)                            | Préoccupation mineure           |                 |                      |
| Famille des Icteriidae              | |                                 |                 |                      |
|                                     | Paruline polyglotte Yellow-breasted chat Icteria virens (Linnaeus, 1758)                              | Préoccupation mineure           |                 |                      |
| Famille des Icteridae               | |                                 |                 |                      |
|                                     | Carouge à tête jaune Yellow-headed blackbird Xanthocephalus xanthocephalus (Bonaparte, 1826)          | Préoccupation mineure           |                 |                      |
|                                     | Goglu des prés Bobolink Dolichonyx oryzivorus (Linnaeus, 1758)                                        | Préoccupation mineure           |                 |                      |
|                                     | Sturnelle de l'Ouest Western meadowlark Sturnella neglecta Audubon, 1844                              | Préoccupation mineure           |                 |                      |
|                                     | Sturnelle des prés Eastern Meadowlark Sturnella magna (Linnaeus, 1758)                                | Préoccupation mineure           |                 |                      |
|                                     | Oriole jaune-verdâtre Scott's oriole Icterus parisorum Bonaparte, 1838                                | Préoccupation mineure           | Rare/Accidentel |                      |
|                                     | Oriole de Bullock Bullock's oriole Icterus bullockii (Swainson, 1827)                                 | Préoccupation mineure           |                 |                      |
|                                     | Oriole de Baltimore Baltimore oriole Icterus galbula (Linnaeus, 1758)                                 | Préoccupation mineure           |                 |                      |
|                                     | Oriole masqué Hooded oriole Icterus cucullatus Swainson, 1827                                         | Préoccupation mineure           | Rare/Accidentel |                      |
|                                     | Oriole des vergers Orchard oriole Icterus spurius (Linnaeus, 1766)                                    | Préoccupation mineure           |                 |                      |
|                                     | Carouge à épaulettes Red-winged blackbird Agelaius phoeniceus Linnaeus, 1766                          | Préoccupation mineure           |                 |                      |
|                                     | Vacher luisant Shiny cowbird Molothrus bonariensis (Gmelin, 1789)                                     | Préoccupation mineure           | Rare/Accidentel |                      |
|                                     | Vacher bronzé Bronzed cowbird Molothrus aeneus (Wagler, 1829)                                         | Préoccupation mineure           | Rare/Accidentel |                      |
|                                     | Vacher à tête brune Brown-headed cowbird Molothrus ater (Boddaert, 1783)                              | Préoccupation mineure           |                 |                      |
|                                     | Quiscale rouilleux Rusty blackbird Euphagus carolinus (Statius Müller, 1776)                          | Vulnérable                      |                 |                      |
|                                     | Quiscale de Brewer Brewer's blackbird Euphagus cyanocephalus (Wagler, 1829)                           | Préoccupation mineure           |                 |                      |
|                                     | Quiscale bronzé Common grackle Quiscalus quiscula (Linnaeus, 1758)                                    | Préoccupation mineure           |                 |                      |
|                                     | Quiscale à longue queue Great-tailed grackle Quiscalus mexicanus (Gmelin, 1788)                       | Préoccupation mineure           | Rare/Accidentel |                      |
| Famille des Parulidae               | |                                 |                 |                      |
|                                     | Paruline couronnée Ovenbird Seiurus aurocapilla (Linnaeus, 1766)                                      | Préoccupation mineure           |                 |                      |
|                                     | Paruline vermivore Worm-eating warbler Helmitheros vermivorum (J.F. Gmelin, 1789)                     | Préoccupation mineure           | Rare/Accidentel |                      |
|                                     | Paruline hochequeue Louisiana waterthrush Parkesia motacilla (Vieillot, 1809)                         | Préoccupation mineure           |                 |                      |
|                                     | Paruline des ruisseaux Northern waterthrush Parkesia noveboracensis (Gmelin, 1789)                    | Préoccupation mineure           |                 |                      |
|                                     | Paruline à ailes dorées Golden-winged warbler Vermivora chrysoptera (Linnaeus, 1766)                  | Quasi menacé                    |                 |                      |
|                                     | Paruline à ailes bleues Blue-winged Warbler Vermivora cyanoptera Olson & Reveal, 2009                 | Préoccupation mineure           |                 |                      |
|                                     | Paruline noir et blanc Black-and-white warbler Mniotilta varia (Linnaeus, 1766)                       | Préoccupation mineure           |                 |                      |
|                                     | Paruline orangée Prothonotary warbler Protonotaria citrea (Boddaert, 1783)                            | Préoccupation mineure           |                 |                      |
|                                     | Paruline de Swainson Swainson's warbler Limnothlypis swainsonii (Audubon, 1834)                       | Préoccupation mineure           | Rare/Accidentel |                      |
|                                     | Paruline obscure Tennessee Warbler Leiothlypis peregrina (Wilson, 1811)                               | Préoccupation mineure           |                 |                      |
|                                     | Paruline verdâtre Orange-crowned warbler Leiothlypis celata (Say, 1823)                               | Préoccupation mineure           |                 |                      |
|                                     | Paruline de Lucy Lucy's warbler Leiothlypis luciae (Cooper, 1861)                                     | Préoccupation mineure           | Rare/Accidentel |                      |
|                                     | Paruline à joues grises Nashville warbler Leiothlypis ruficapilla (Wilson, 1811)                      | Préoccupation mineure           |                 |                      |
|                                     | Paruline de Virginia Virginia's warbler Leiothlypis virginiae (Baird, 1860)                           | Préoccupation mineure           | Rare/Accidentel |                      |
|                                     | Paruline à gorge grise Connecticut warbler Oporornis agilis (Wilson, 1812)                            | Préoccupation mineure           |                 |                      |
|                                     | Paruline des buissons MacGillivray's warbler Geothlypis tolmiei (Townsend, 1839)                      | Préoccupation mineure           |                 |                      |
|                                     | Paruline triste Mourning warbler Geothlypis philadelphia (Wilson, 1810)                               | Préoccupation mineure           |                 |                      |
|                                     | Paruline du Kentucky Kentucky warbler Geothlypis formosa (Wilson, 1811)                               | Préoccupation mineure           | Rare/Accidentel |                      |
|                                     | Paruline masquée Common yellowthroat Geothlypis trichas (Linnaeus, 1766)                              | Préoccupation mineure           |                 |                      |
|                                     | Paruline à capuchon Hooded warbler Setophaga citrina (Boddaert, 1783)                                 | Préoccupation mineure           |                 |                      |
|                                     | Paruline flamboyante American redstart Setophaga ruticilla (Linnaeus, 1758)                           | Préoccupation mineure           |                 |                      |
|                                     | Paruline de Kirtland Kirtland's warbler Setophaga kirtlandii (Baird, 1852)                            | Quasi menacé                    | Rare/Accidentel |                      |
|                                     | Paruline tigrée Cape May warbler Setophaga tigrina (Gmelin, 1789)                                     | Préoccupation mineure           |                 |                      |
|                                     | Paruline azurée Cerulean warbler Setophaga cerulea (Wilson, 1810)                                     | Vulnérable                      |                 |                      |
|                                     | Paruline à collier Northern parula Setophaga americana (Linnaeus, 1758)                               | Préoccupation mineure           |                 |                      |
|                                     | Paruline à tête cendrée Magnolia warbler Setophaga magnolia (Wilson, 1811)                            | Préoccupation mineure           |                 |                      |
|                                     | Paruline à poitrine baie Bay-breasted warbler Setophaga castanea (Wilson, 1810)                       | Préoccupation mineure           |                 |                      |
|                                     | Paruline à gorge orangée Blackburnian warbler Setophaga fusca (Statius Müller, 1776)                  | Préoccupation mineure           |                 |                      |
|                                     | Paruline jaune American yellow warbler Setophaga aestiva (Gmelin, 1789)                               | Préoccupation mineure           |                 |                      |
|                                     | Paruline à flancs marron Chestnut-sided warbler Setophaga pensylvanica (Linnaeus, 1766)               | Préoccupation mineure           |                 |                      |
|                                     | Paruline rayée Blackpoll warbler Setophaga striata (Forster, 1772)                                    | Préoccupation mineure           |                 |                      |
|                                     | Paruline bleue Black-throated blue warbler Setophaga caerulescens (Gmelin, 1789)                      | Préoccupation mineure           |                 |                      |
|                                     | Paruline à couronne rousse Palm warbler Setophaga palmarum (Gmelin, 1789)                             | Préoccupation mineure           |                 |                      |
|                                     | Paruline des pins Pine warbler Setophaga pinus (Linnaeus, 1766)                                       | Préoccupation mineure           |                 |                      |
|                                     | Paruline à croupion jaune Myrtle warbler Setophaga coronata (Linnaeus, 1766)                          | Préoccupation mineure           |                 |                      |
|                                     | Paruline d'Audubon Audubon's Warbler Setophaga auduboni (Townsend, 1837)                              | Préoccupation mineure           |                 |                      |
|                                     | Paruline à gorge jaune Yellow-throated warbler Setophaga dominica (Linnaeus, 1766)                    | Préoccupation mineure           | Rare/Accidentel |                      |
|                                     | Paruline des prés Prairie warbler Setophaga discolor (Vieillot, 1809)                                 | Préoccupation mineure           |                 |                      |
|                                     | Paruline de Grace Grace's warbler Setophaga graciae (Baird, 1865)                                     | Préoccupation mineure           | Rare/Accidentel |                      |
|                                     | Paruline grise Black-throated gray warbler Setophaga nigrescens (Townsend, 1837)                      | Préoccupation mineure           |                 |                      |
|                                     | Paruline de Townsend Townsend's warbler Setophaga townsendi (Townsend, 1837)                          | Préoccupation mineure           |                 |                      |
|                                     | Paruline à tête jaune Hermit warbler Setophaga occidentalis (Townsend, 1837)                          | Préoccupation mineure           | Rare/Accidentel |                      |
|                                     | Paruline à gorge noire Black-throated green warbler Setophaga virens (Gmelin, 1789)                   | Préoccupation mineure           |                 |                      |
|                                     | Paruline du Canada Canada warbler Cardellina canadensis (Linnaeus, 1766)                              | Préoccupation mineure           |                 |                      |
|                                     | Paruline à calotte noire Wilson's warbler Cardellina pusilla (Wilson, 1811)                           | Préoccupation mineure           |                 |                      |
|                                     | Paruline à ailes blanches Painted whitestart Myioborus pictus (Swainson, 1829)                        | Préoccupation mineure           | Rare/Accidentel |                      |
| Famille des Cardinalidae            | |                                 |                 |                      |
|                                     | Piranga à joues grises Hepatic tanager Piranga hepatica Swainson, 1827                                | Préoccupation mineure           | Rare/Accidentel |                      |
|                                     | Piranga vermillon Summer tanager Piranga rubra (Linnaeus, 1758)                                       | Préoccupation mineure           | Rare/Accidentel |                      |
|                                     | Piranga écarlate Scarlet tanager Piranga olivacea (Gmelin, 1789)                                      | Préoccupation mineure           |                 |                      |
|                                     | Piranga à tête rouge Western tanager Piranga ludoviciana (Wilson, 1811)                               | Préoccupation mineure           |                 |                      |
|                                     | Cardinal à poitrine rose Rose-breasted grosbeak Pheucticus ludovicianus (Linnaeus, 1766)              | Préoccupation mineure           |                 |                      |
|                                     | Cardinal à tête noire Black-headed grosbeak Pheucticus melanocephalus (Swainson, 1827)                | Préoccupation mineure           |                 |                      |
|                                     | Cardinal rouge Northern cardinal Cardinalis cardinalis (Linnaeus, 1758)                               | Préoccupation mineure           |                 |                      |
|                                     | Cardinal pyrrhuloxia Pyrrhuloxia Cardinalis sinuatus Bonaparte, 1838                                  | Préoccupation mineure           | Rare/Accidentel |                      |
|                                     | Dickcissel d'Amérique Dickcissel Spiza americana (J.F. Gmelin, 1789)                                  | Préoccupation mineure           |                 |                      |
|                                     | Guiraca bleu Blue grosbeak Passerina caerulea (Linnaeus, 1758)                                        | Préoccupation mineure           | Rare/Accidentel |                      |
|                                     | Passerin indigo Indigo bunting Passerina cyanea (Linnaeus, 1766)                                      | Préoccupation mineure           |                 |                      |
|                                     | Passerin azuré Lazuli bunting Passerina amoena (Say, 1823)                                            | Préoccupation mineure           |                 |                      |
|                                     | Passerin varié Varied bunting Passerina versicolor (Bonaparte, 1838)                                  | Préoccupation mineure           | Rare/Accidentel |                      |
|                                     | Passerin nonpareil Painted bunting Passerina ciris (Linnaeus, 1758)                                   | Quasi menacé                    | Rare/Accidentel |                      |